# Блокада Нагорного Карабаха
Блокада Нагорного Карабаха (арм. Արցախի շրջափակում — букв. «блокада Арцаха») со стороны Азербайджана началась с 12 декабря 2022 и продолжалась до 24 сентября 2023 года. Она затронула часть региона, контролируемую непризнанной Нагорно-Карабахской Республикой (НКР), но рассматриваемую международным сообществом как часть Азербайджана, и включает в себя перекрытие Лачинского коридора — единственной дороги, связывающей НКР с Арменией. В ходе блокады было перекрыто наземное и воздушное сообщение с НКР, прекращены поставки туда продовольствия, медикаментов и других товаров, а также подача газа и электроэнергии. Блокада вызвала в регионе острый гуманитарный кризис и была раскритикована международными организациями.
12 декабря десятки людей под видом «экоактивистов» перекрыли трассу Степанакерт—Горис в районе города Шуши, блокируя тем самым Лачинский коридор. 4,5 месяца их тайно поддерживало или спонсировало руководство Азербайджана, отрицавшее существование блокады, уверявшее, что дорога открыта для гуманитарных миссий, и обвинявшее российских миротворцев в полном закрытии коридора. 23 апреля 2023 года Азербайджан вопреки трехстороннему заявлению от ноября 2020 года установил КПП уже на другом участке трассы — на въезде в Лачинский коридор со стороны Армении, и 28 апреля «экоактивисты» покинули дорогу, после чего она была взята под контроль азербайджанскими военными и полицейскими. С 15 июня граждане НКР оказались в тотальной блокаде, Азербайджан препятствовал доступу всех гуманитарных конвоев в НКР и вывозу тяжелобольных пациентов на лечение в Армению. 19 сентября Азербайджан начал боевые действия в регионе, спустя сутки было подписано соглашение о прекращении огня, по которому начались переговоры об «интеграции» региона в состав Азербайджана и разовые поставки в него гуманитарной помощи. По армянским данным, на утро 28 сентября из НКР в Армению прибыло 65 036 беженцев.
Блокада поставила регион на грань гуманитарной катастрофы. Изолированными от внешнего мира оказались 120 000 жителей НКР, включая 30 000 детей и 9 000 инвалидов. Сперва начались перебои в поставках продовольствия и медикаментов, а после установления полной блокады они прекратились вовсе. С января 2023 года из-за недостатка продуктов, населению их отпускают в ограниченном количестве и исключительно по талонам. Отменяются плановые хирургические операции, происходят регулярные отключения электроэнергии и газоснабжения, нехватка топлива парализовала транспортную систему, из-за чего кареты скорой помощи не могут выезжать на вызовы, многие районы остались без воды. Из-за отсутствия элементарных продуктов питания и медикаментов число выкидышей у беременных женщин увеличилось в три раза, треть всех смертей в блокаде, по информации Госдепартамента США, связана с недоеданием. Ряд экспертов охарактеризовали события, как этническую чистку и новый геноцид армян.
США и Франция — сопредседатели Минской группы ОБСЕ, возглавляющие поиск путей мирного урегулирования Карабахского конфликта, призвали Азербайджан открыть Лачинский коридор без предусловий. С призывом к Азербайджану прекратить блокаду выступили международные правозащитные организации «Amnesty International», «Human Rights Watch» и «Freedom House». Европарламент принял резолюцию под названием «Гуманитарные последствия блокады Нагорного Карабаха», в которой осудил Азербайджан «за блокаду Нагорного-Карабаха в нарушение заявления о прекращении огня от 9 ноября 2020 года», а российских миротворцев — «за бездействие в предотвращении блокады». 22 февраля 2023 года Международный суд ООН обязал Азербайджан обеспечить беспрепятственное передвижение по Лачинскому коридору.
«Freedom House» отмечает что причиной блокады стала культивируемая правительством Азербайджана политика крайней враждебности по отношению к этническим армянам, включающая в себя образовательные, культурные, политические и военные компоненты. Согласно организации в конечном итоге эти усилия привели к блокаде Лачинского коридора.

## Предыстория
Согласно Заявлению о прекращении огня в Нагорном Карабахе Лачинский коридор, будучи единственной дорогой связывающей армянонаселенный Нагорный Карабах с Арменией переходит под контроль российского миротворческого контингента, а Азербайджан в свою очередь гарантирует свободное перемещение по нему граждан, транспортных средств и грузов в обоих направлениях.
Прежде дорога уже блокировалась на короткое время. 3 декабря она была перекрыта во время противостояния между азербайджанскими государственными служащими и российскими миротворцами. В Азербайджане считали, что в Нагорном Карабахе незаконно добывалось золото, которое затем тайно вывозилось в Армению, и поступали обвинения в адрес российских миротворцев в потакании «разграблению национального достояния» Азербайджана. Азербайджанцы заявили, что пытались проехать в Нагорный Карабах для проведения соответствующего расследования, а также для оценки экологической ситуации на месторождениях. Блокировка была устранена в течение нескольких часов. Сотрудники Министерства экологии Азербайджана, Государственной службы по вопросам имущества при Министерстве экономики Азербайджана и ЗАО AzerGold провели обсуждения с командованием российского миротворческого контингента в их штабе в Ходжалы. Официальные лица Азербайджана заявили, что пришли к соглашению с российскими миротворцами о допуске официальных лиц в контролируемый Россией сектор Карабаха для обсуждения мониторинга окружающей среды.
По сообщению властей непризнанной НКР, 10 декабря группа азербайджанцев попыталась посетить одну из оспариваемых шахт в Карабахе, но группа местных жителей заблокировала их. Лидер протестного движения в Степанакерте Тигран Петросян сообщил в соцсетях, что 10 декабря группа граждан Азербайджана в сопровождении командующего российскими миротворческими силами, дислоцированными в Нагорном Карабахе, генерал-майора Андрея Волкова попытались попасть на месторождения Дрмбон и Дамирли (Мардакертский район бывшего НКАО), однако на перекрестке села Дрмбон их остановили местные жители, которые перекрыли дорогу и не пропустили.
11 декабря МИД Азербайджана передал России ноту в связи с инцидентом на рудниках в зоне ответственности российского миротворческого контингента (РМК). 12 декабря пресс-секретарь МИД Азербайджана Айхан Гаджизаде обвинил российских миротворцев в том, что они не позволили визиту состояться, и сообщил, что министерство направило письмо протеста их российским коллегам.

## Ход событий

### Декабрь 2022 года
12 декабря
Утром группа поддерживаемых (либо спонсируемых) правительством Азербайджана людей, называющих себя экоактивистами, перекрыла Лачинский коридор, проводя акцию протеста с требованием свободного доступа азербайджанских чиновников к рудникам на подконтрольной НКР территории. Активисты с плакатами выстроились на дороге напротив российских миротворцев, фактически перекрыв движение. Они утверждали, что власти НКР незаконно разрабатывают месторождения золота, меди, и молибдена и перевозят полезные ископаемые по Лачинскому коридору в Армению.
В МИД Армении заявили об угрозе продовольственного и гуманитарного кризиса в Нагорном Карабахе и подчеркнули, что ситуация нарушает трёхстороннее заявление от 9 ноября 2020 года, согласно которому Лачинский коридор находится под контролем миротворцев РФ, а Азербайджан гарантирует безопасность движения по нему. Противостояние фактически оставило армян Карабаха в одиночестве, вынудив их перейти в режим экономии и начать распределять продовольствие и топливо, поскольку не было известно, когда закончатся протесты. Блокирование коридора привело карабахские сёла Бёюк-Галадараси, Кичик-Галадараси, Сарыбаба и Туршсу также к блокаде. В связи с этим поставки продуктов питания, а также других товаров первой необходимости в эти населённые пункты не осуществлялись.

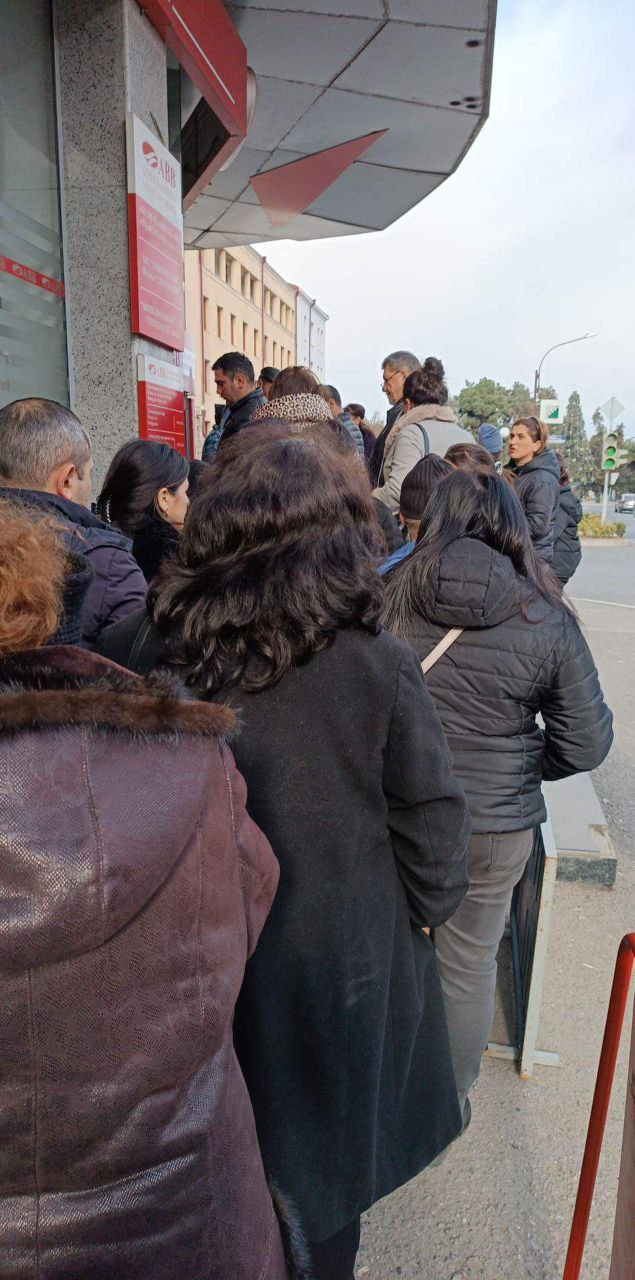
Очередь в один из работающих банкоматов в Степанакерте

Российские миротворцы, похоже, не знали, как справиться с перекрывшими дорогу воинственными протестующими, действия которых освещали проправительственные азербайджанские СМИ. В некоторых случаях протестующие и репортеры легко помыкали миротворцами, в других они теряли терпение и набрасывались на них. В то же время по мере того, как росло международное осуждение блокады, Азербайджан попытался переложить вину на российских миротворцев. Министерство иностранных дел Азербайджана заявило, что дорогу перекрыли не они, а российские миротворцы. Одновременно с этим протестующие азербайджанцы заявляли о том, что они готовы пропустить армян, но что российская сторона и фактическое руководство Карабаха препятствуют этому. Российские миротворцы отказались удовлетворить требования азербайджанцев о их допуске на территорию Нагорного Карабаха и заблокировали движение транспорта к месту протестов, пытаясь остановить столкновения.
13 декабря

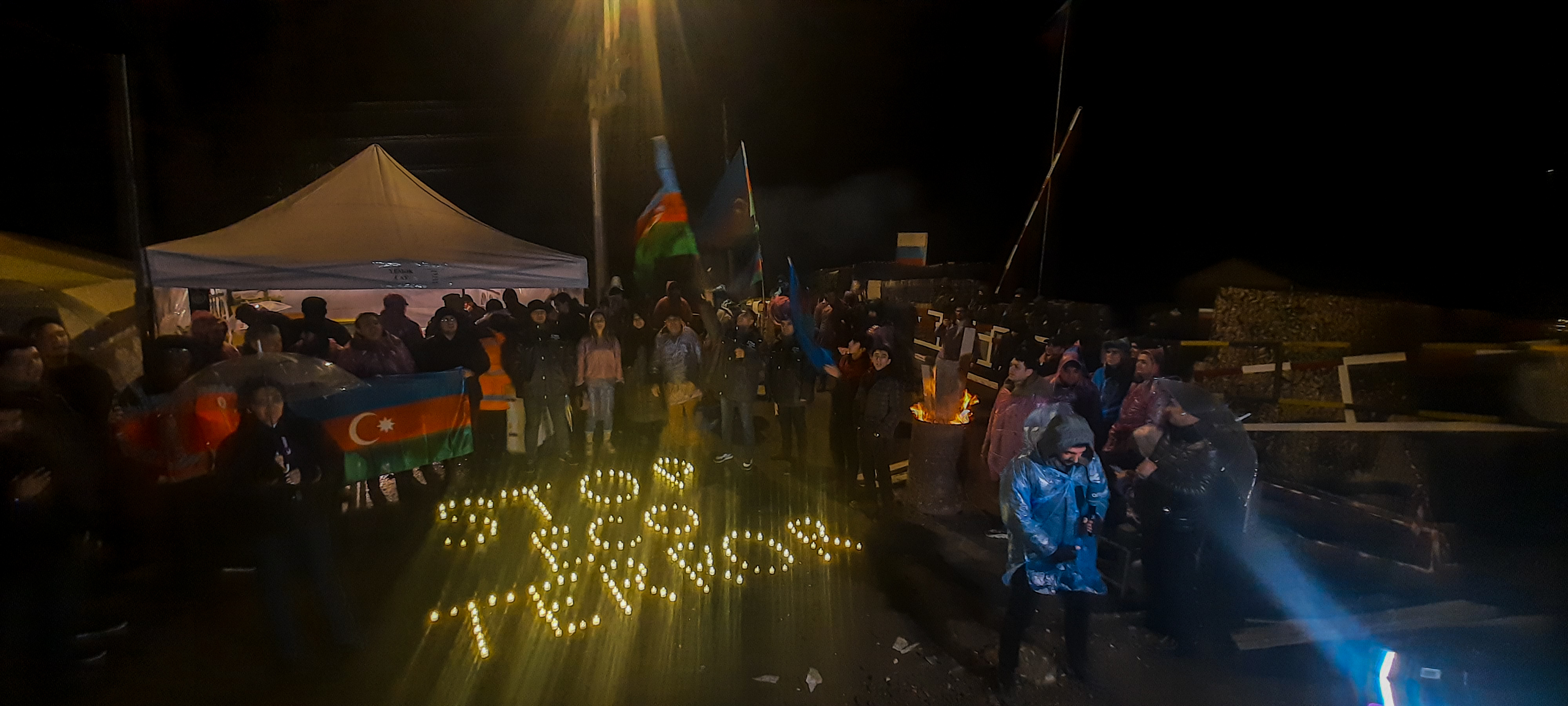
18 декабря спонсируемые правительством азербайджанские протестующие во время пикетирования

Азербайджан перекрыл поставки газа из Армении в Нагорный Карабах. Госкомпания Azeriqaz объяснила это неполадками в связи с холодной погодой, заверив, что ремонтные работы уже ведутся. Началась энергетическая блокада — подача газа в столицу Степанакерт и прилегающие населённые пункты была прекращена. В связи с чем министерство образования, науки, культуры и спорта Арцаха сообщило, что занятия в учебных заведениях республики будут временно приостановлены с 14 декабря. Министерство здравоохранения Нагорного Карабаха (Республики Арцах) заявило в связи с блокадой дороги и прекращением подачи газа, во всех медицинских учреждениях республики были прекращены плановые операции больных. Вечером 13 декабря, в виду перекрытия подачи газа в регион, государственный министр Нагорно-Карабахской Республики Рубен Варданян выступил в прямом эфире и призвал жителей экономить и бережно расходовать энергию. В тот же день Европейский союз призывал власти Азербайджана «обеспечить свободу и безопасность передвижения по коридору в соответствии с трёхсторонним заявлением от 9 ноября 2020 года».
Премьер-министр Армении Никол Пашинян созвал Совет безопасности страны, на заседании которой были обсуждены «происходящие в регионе события, в частности, сложившаяся в Лачинском коридоре ситуация». В тот же день Совет безопасности Нагорно-Карабахской Республики обратился к командованию российских миротворческих сил и заявил о «недопустимости блокировки Азербайджаном Лачинского коридора». Национальное собрание Нагорно-Карабахской Республики потребовало от Армении «предметных и действенных» шагов по урегулированию ситуации и созыва Совета безопасности ООН.
Российским миротворческим контингентом был опубликован ежедневный бюллетень Российских миротворцев, в котором отмечалось, что азербайджанской стороной заблокирована автомобильная дорога «Степанакерт — Горис», а командованием российского миротворческого контингента ведутся переговоры с представителями Азербайджана по возобновлению беспрепятственного движения гражданского автомобильного транспорта.
Помощник президента Азербайджанской Республики заведующий отделом по вопросам внешней политики Администрации президента Хикмет Гаджиев заявил, что представители гражданского общества Азербайджана стремятся предотвратить незаконную перевозку разграбленных природных ресурсов, и не вмешиваются в вопросы движения других транспортных средств гражданского назначения. В свою очередь исполняющий обязанности министра иностранных дел Нагорно-Карабахской Республики Давид Бабаян заявил, что самозваные экологические активисты — всего лишь средство, которым Азербайджан пользуется для совершения этих чудовищных действий в отношении армянского населения. Согласно ему население целого региона стоит перед угрозой голода. В то же время в Ереване, официальные лица заявили, что эта блокада является предлогом для «геноцидальной политики» Баку в отношении армянского населения Карабаха.
14 декабря

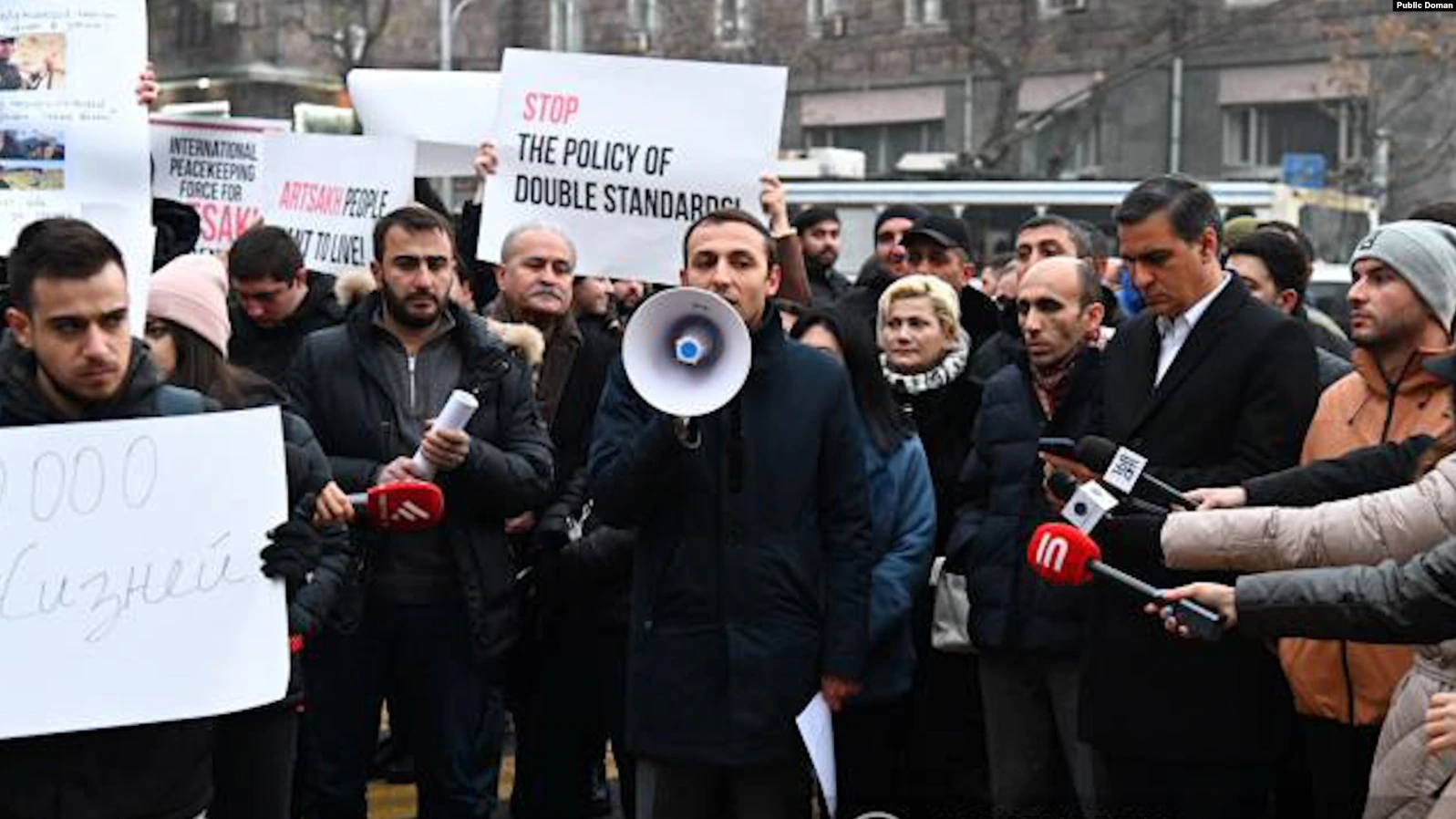
Акция протеста перед офисом ООН в Армении

В Нагорно-Карабахской Республике введён режим экономии топлива и электричества. В тот же день США и Франция призвали Азербайджан открыть коридор без предусловий Генеральный секретарь Организации Объединённых Наций призвал стороны к «деэскалации напряженности и обеспечению свободы и безопасности передвижения по коридору в соответствии с достигнутыми ранее договоренностями». Российский миротворческий контингент в Нагорном Карабахе оказался в тех же блокадных условиях, что и мирные жители НКР и, на фоне сложившейся ситуации, пилоты военной базы Южного военного округа в Армении начали учебно-тренировочные полёты.
15 декабря

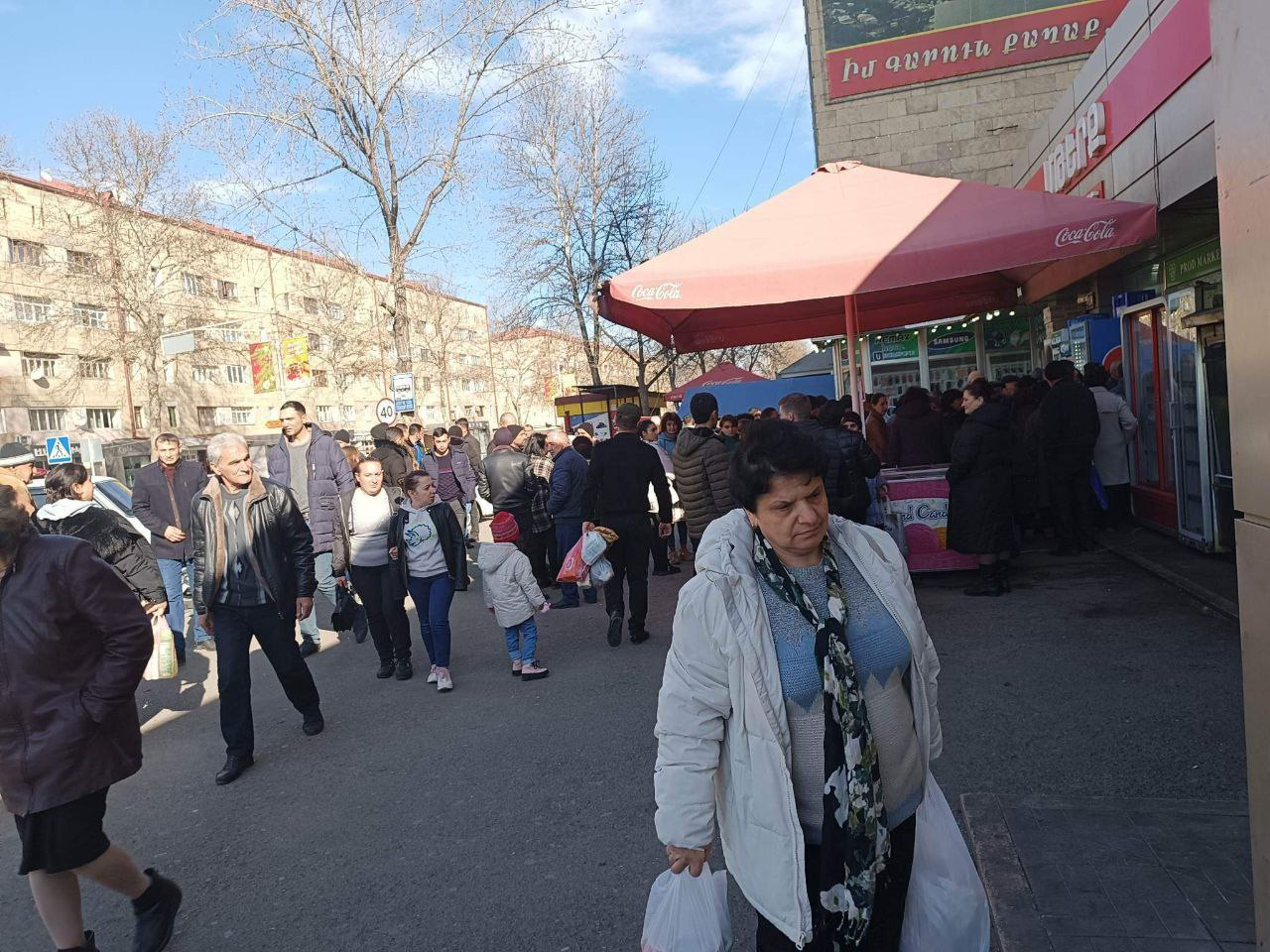
Очередь за выдаваемыми продуктами в Степанакерте

Министр иностранных дел Азербайджана Джейхун Байрамов заявил журналистам, что Азербайджан готов оказать армянскому населению Карабаха любую гуманитарную помощь
Сообщалось, что через Лачинский коридор активисты пропускают только технику с маркировкой российского миротворческого контингента, но заявляют, что «готовы создать условия для проезда» армянских гражданских автомобилей и машин скорой помощи.
МИД Азербайджана утверждает, что дорогу перекрыла не их сторона, а российские миротворцы. Российские миротворцы действительно перекрыли движение транспорта вблизи места протестов в явной попытке остановить столкновения.
Представитель МИД России Мария Захарова заявила, что «недопустимо создавать трудности для жизни гражданского населения», а обвинения в отношении российских миротворцев назвала «недопустимыми и контрпродуктивными».
Глава агентства США по международному развитию (USAID) Саманта Пауэр призвало Азербайджан незамедлительно открыть Лачинский коридор, который является важным маршрутом для доставки продуктов питания и предметов первой необходимости
16 декабря
Государственный министр Нагорно-Карабахской Республики Рубен Варданян сообщил о восстановлении Азербайджаном газоснабжения. По его словам, это было сделано «без каких-либо предварительных условий и без каких-либо уступок». Власти в Нагорном-Карабахе ужесточили положения о военном положении и создали новый Оперативный штаб для управления чрезвычайной ситуацией. Командующий российскими миротворцами отказался встречаться с азербайджанскими «экоактивистами».
18 декабря
Папа Римский Франциск призвал к разрешению конфликтной ситуации вокруг Лачинского коридора, связывающего Армению с Нагорным Карабахом.
19 декабря

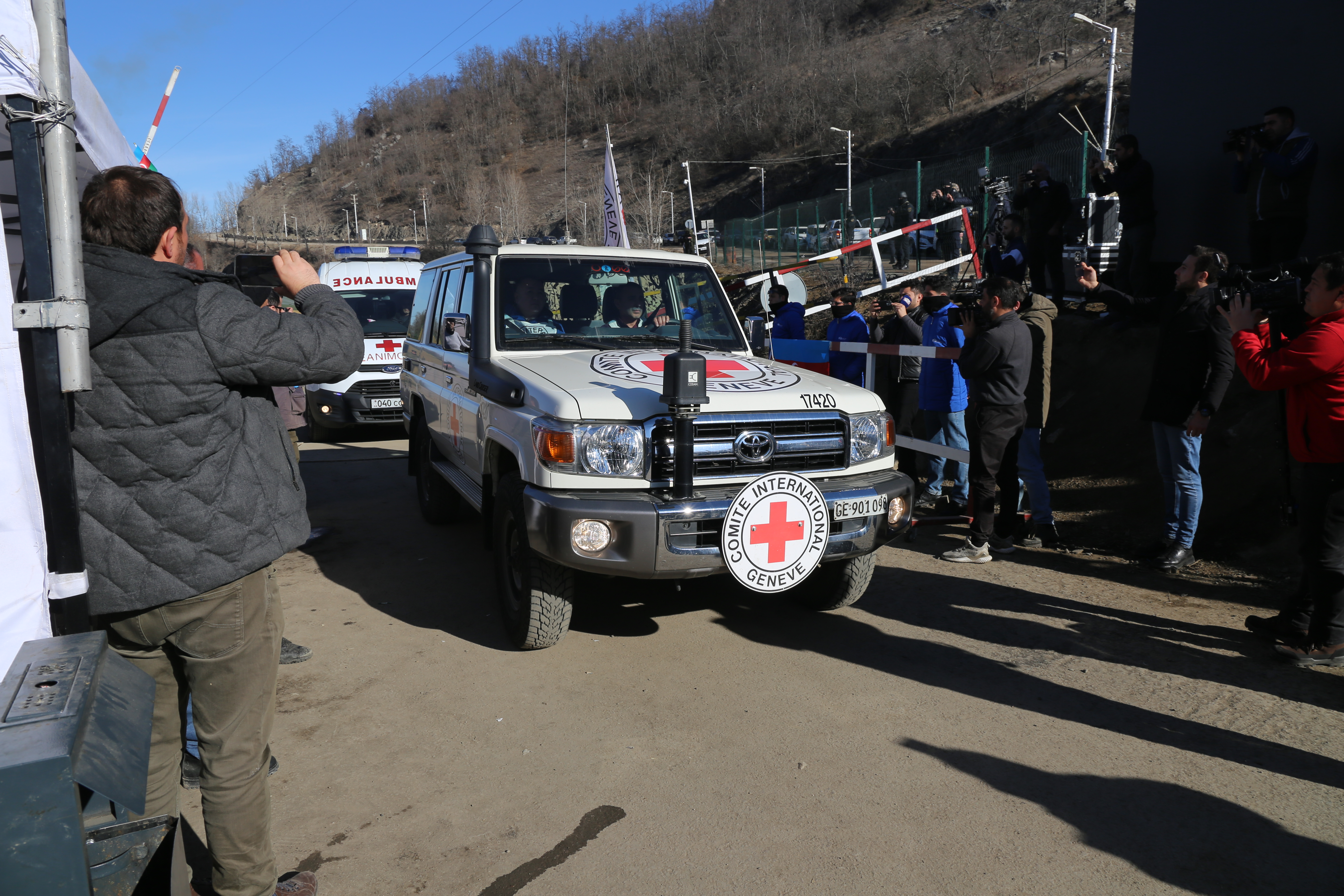
Автомобиль Красного Креста, сопровождающий скорую помощь с больным из НКР в Ереван, проезжает по коридору (19.12.2022)

Вечером стало известно, что скончался один из пациентов Степанакертской больницы. Из-за блокады дороги азербайджанцами его не смогли перевезти в Ереван. Ещё одного больного, нуждающегося в срочной операции на сердце, азербайджанцы позволили провезти на машине скорой помощи в сопровождении Международного комитета Красного Креста, российских миротворческих войск и полиции.
20 декабря
Состоялось созванное по просьбе Армении экстренное заседание Совета Безопасности ООН. Подавляющее большинство участников заседания потребовали от Азербайджана деблокировать дорогу. Так США и Франция призвали к немедленному и безоговорочному снятию блокады. Россия выразила надежду, что движение транспортных средств по Лачинскому коридору будет полностью восстановлено в ближайшем будущем. Однако, в итоге заявление Совета Безопасности ООН по Лачинскому коридору так и не удалось принять. По словам первого заместителя постоянного представителя России при ООН Дмитрия Полянского, это произошло «из-за нечистоплотных действий готовившей его Франции».
21 декабря

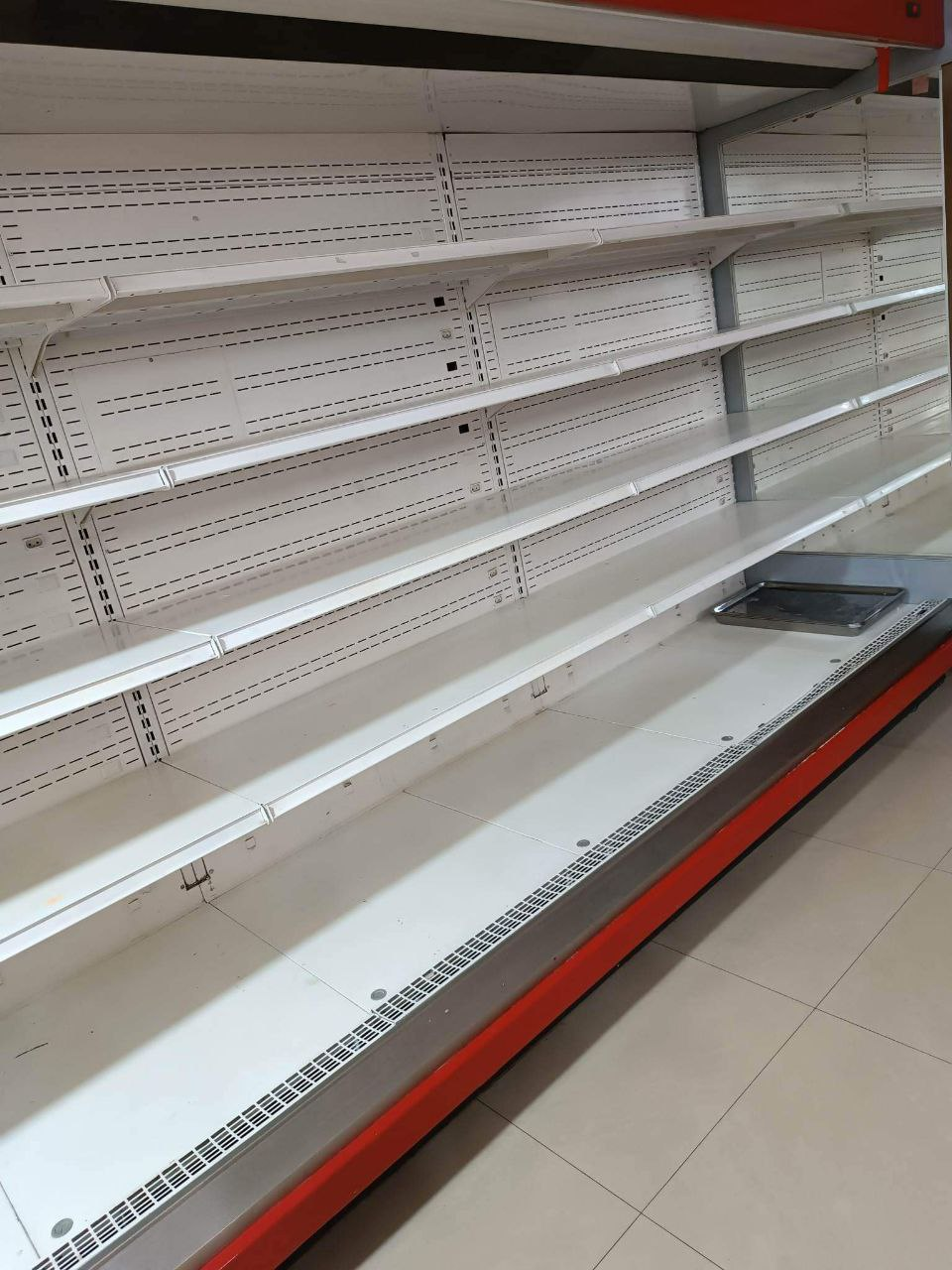
Пустые полки в Степанакертском супермаркете

Хью Уильямсон, директор «Human Rights Watch» по Европе и Центральной Азии, заявил, что длительное блокирование единственной дороги, соединяющей Нагорный Карабах с внешним миром, может привести к тяжелым гуманитарным последствиям. Согласно заявлению, чем дольше перебои с поставками основных товаров и услуг, тем выше риск для гражданских лиц. Кроме этого отмечалось, что лица, контролирующие дорогу и территорию вокруг неё — власти Азербайджана и российские миротворческие силы — должны обеспечить проезд автомобилей с гуманитарными грузами и не ограничивать свободу передвижения.
«Всемирный совет церквей» и «Конференция европейских церквей» в совместном письме, направленном главе ЕС, осудили блокаду Нагорного Карабаха и призвали Европейский союз реализовать все возможные дипломатические инструменты для открытия Азербайджаном Лачинского коридора. Кроме этого, они просили предоставить соответствующие гарантии того, что коридор останется открытым. В письме Азербайджан, заблокировавший дорогу, обвиняется в нарушении договора от 09 ноября 2020 года. Там же обращается внимание на доказательства «грубых нарушений прав человека в отношении армян со стороны вооружённых сил и сил безопасности Азербайджана», за что Баку обвиняется в военных преступлениях, которым до сих пор не дали оценку. Ввиду этого, как отмечается в письме, нельзя сбрасывать со счетов опасения армян относительно возобновления геноцида против них. Блокада же эти опасения лишь увеличивает.
22 декабря
Комиссар Совета Европы по правам человека Дунья Миятович заявила, что ответственные за поддержание общественного порядка и безопасности Лачинского коридора должны принять все необходимые меры для восстановления движения по дороге в срочном порядке. Она отметила, что ограничения в возможностях передвижения людей, не позволяющие некоторым из них добраться до своих домов, а также фактическое ограничение в доступе к товарам и услугам первой необходимости, включая продукты питания и неотложную медицинскую помощь, угрожают осуществлению прав человека в Нагорного Карабаха
23 декабря
Министр иностранных дел Азербайджана Джейхун Байрамов опроверг блокаду Азербайджаном Лачинской дороги, отметив, что у активистов нет никаких целей препятствовать проходу грузов, товаров, транспортных средств и граждан.
Государственный министр Нагорно-Карабахской Республики Рубен Варданян обвинил Азербайджан в использовании блокады для «выдавливания» армянского населения из Нагорного Карабаха. Согласно ему азербайджанские власти делают все чтобы показать армянам, что у них нет будущего в регионе. Он добавил, что в связи с блокадой, планы празднования Нового года и Рождества в республике пришлось скорректировать, так как возникла нехватка продуктов от сахара и фруктов до сигарет и строительных материалов. Кроме этого в Степанакерт планировалось доставить из Армении подарки для 12 тысяч детей до 6 лет, но из-за блокады это также стало невозможным.
В этот же день в газете «Le Figaro» было опубликовано открытое письмо с заголовком «Мы должны спасти 120 тысяч армян Арцаха!». Оно было написано представителями французской интеллигенции в поддержку и в знак солидарности с армянами Нагорного Карабаха, оказавшимся в блокаде со стороны Азербайджана. Под письмом подписалось 214 известных французских интеллектуалов, писателей и художников. В заявлении говорится:
«С нашей коллективной совестью, единым голосом, всеми средствами, доступными каждому из нас, давайте бороться с трагедией, которая уже происходит. Мы можем спасти 120 тысяч армян Нагорного Карабаха»
 Кроме этого авторы письма говорят об использовании Азербайджаном белого фосфора и пыток армян во время войны 2020 года, а закрытие Лачинского коридора, который является единственной связью карабахских армян с миром, названо ещё одним проявлением азербайджанской диктатуры.
Министр иностранных дел Азербайджана Джейхун Байрамов в ходе пресс-конференции с главой МИД РФ Сергеем Лавровым заявил, что информация о блокаде Лачинской дороги Азербайджаном не соответствует действительности. По словам Байрамова, общественные активисты «выступают против разграбления природных ресурсов Азербайджана, выступают против экотеррора», и «что у них нет никаких целей препятствовать проходу грузов, товаров, транспортных средств и граждан». Также, по словам Байрамова, есть «большое количество подтверждений, когда все эти дни и машины скорой помощи и машины Международного комитета красного креста, конвои миротворцев в обоих направлениях спокойно передвигаются».
24 декабря
Представители Международного Комитета Красного Креста перевезли из Нагорного Карабаха в Армению 4-месячного ребёнка, находящегося в тяжёлом состоянии. Отмечалось, что машины МККК, которые выехали в Армению за ребёнком, в скором времени вернутся в Карабах с медикаментами.
25 декабря
В полдень на площади Возрождения в столице Нагорного Карабахской Республики состоялся многотысячный митинг местных жителей с призывом к международному сообществу оказать давление на Азербайджан, чтобы правительство этой страны открыло Лачинский коридор. По данным степанакертской полиции, в митинге приняли участие более 50 тысяч человек.
По словам Зары Аматуни, руководителя коммуникационных программ делегации МККК в Армении, 25 декабря через Лачинский коридор на грузовике МККК из Армении в Нагорный Карабах было доставлено 10 тонн лекарств и детского питания.
26 декабря
По данным корреспондента Франс-Пресс на месте, российские военные свободно перемещались по дороге.
27 декабря
Российские миротворцы отказались пропустить по Лачинскому коридору участников автопробега из Еревана в Степанакерт, объяснив это тем, что не могут дать гарантии их безопасности.
«ЮНИСЕФ» выступило с Заявлением о происходящих событиях вокруг Лачинского коридора. В заявлении отмечалось, что фактическое закрытие въезда в Нагорный Карабах через Лачинский коридор негативно сказывается на положении детей. Ведь чем дольше будет сохраняться такая ситуация, тем больше дети будут страдать от нехватки основных продуктов питания и основных услуг, необходимых для их существования, здорового роста и благополучия. Так же отмечается в заявлении, что в результате блокады многие дети лишились родительской опеки, поскольку они были разлучены со своими родителями или законными опекунами.
«Le Monde» опубликовало групповое межпартийное письмо одиннадцати французских законодателей и политических лидеров с призывом к президенту Эммануэлю Макрону. В письме политические лидеры просили президента вмешаться, с целью «предотвратить непоправимый ущерб» и обеспечить безопасность армян в Нагорном Карабахе. В письме говорилось о катастрофическом положение армян в Нагорном Карабахе, и о грядущей гуманитарной катастрофе вызванной блокадой региона. Кроме этого лидеры политических партий полагают, что есть все основания считать, что Азербайджан не остановится на достигнутом и будет использовать любую возможность для продолжения своей дестабилизации и преследования армянского населения Нагорного Карабаха и Республики Армения с целью этнической чистки.
28 декабря
По Лачинскому коридору из Степанакерта в больницы Еревана с помощью Международного комитета Красного Креста были перевезены три тяжелобольных пациента.
Правительство Нагорно-Карабахской Республики обратилось в международные организации для проведения международной экологической экспертизы, а также приняло совместное с руководством Кашенского рудника решение временно приостановить работы в шахте до завершения экспертизы.
В этот же день стало известно, что Армения ввиду блокады Нагорного Карабаха, подала иск против Азербайджана в международный суд ООН.
29 декабря
Защитник прав человека, уделяющая особое внимание этническим чисткам и ущемлению прав религиозных меньшинств, Эвелина У. Охаб в статье, опубликованной изданием «Forbes», рассказала, что в связи с блокировкой Лачинского коридора Нагорный Карабах находится на грани гуманитарной катастрофы. Как она отмечает, блокирование коридора азербайджанцами останавливает нормальное движение людей и товаров в Нагорный Карабах или из него, включая продукты питания, топливо и медикаменты, что уже приводит к нехватке продуктов в регионе.
30 декабря
Информационный центр Нагорно-Карабахской Республики сообщил, что при посредничестве и содействии Международного комитета Красного Креста, трое пациентов были переведены в различные специализированные медицинские центры Армении. Омбудсмен Армении Кристине Григорян заявила, что для сбора фактов, необходимо отправить в Лачинский коридор миссию ООН, и призвала Верховного комиссара ООН по правам человека сделать это. Она отметила, что тот факт, что в Нагорный Карабах въезжают и выезжают исключительно автомобили с маркировкой МККК, лишний раз доказывает, что блокада продолжается.

### Январь 2023 года
3 января
Администрация Аскеранского района НКР сообщила, что в магазинах района закончились товары первой необходимости, за исключением хлеба, мука для которого расходуется из запасов. Власти республики распорядились пропорционально распределить по магазинам продукты из госрезерва, было решено ограничить работу общепита из-за нехватки продовольствия и необходимости экономить электроэнергию.
4 января
МИД Азербайджана заявило, что дорога открыта для российских миротворцев, автомобилей Красного Креста и скорой помощи, и что Азербайджан готов удовлетворить все гуманитарные нужды армянских жителей Карабаха. Азербайджанские активисты утверждали, что периодически пропускаемые ими машины российского миротворческого контингента в Нагорном Карабахе и Международного комитета Красного Креста перемещаются в гуманитарных целях.
В этот же день участники акции протеста пропустили по Лачинскому коридору колонну машин Красного Креста.
7 января
При продолжающейся блокаде несколько машин Красного Креста и колонна миротворцев были пропущены азербайджанцами по трассе.
8 января
Обильный снегопад усложнил акцию протеста, но активисты всё равно продолжали демонстрацию.
Из-за вызванной блокадой нехватки продуктов власти НКР приняли решение с 9 января приостановить занятия в детских садах, других дошкольных учреждениях и группах продлённого дня.
У 102-й российской военной базы в городе Гюмри в Армении политическим движением «Национальный демократический полюс» была организована акция, в ходе которой демонстранты, выступавшие под девизом «Блокада во имя разблокирования», заблокировали дорогу к военной базе, требуя чтобы российский миротворческий контингент восстановил движение по Лачинскому коридору. Демонстранты завили, что готовы объявить российских миротворцев «оккупантами» в случае, если они не будут предпринимать активных действий. В итоге было задержано более 100 участников акции.
9 января

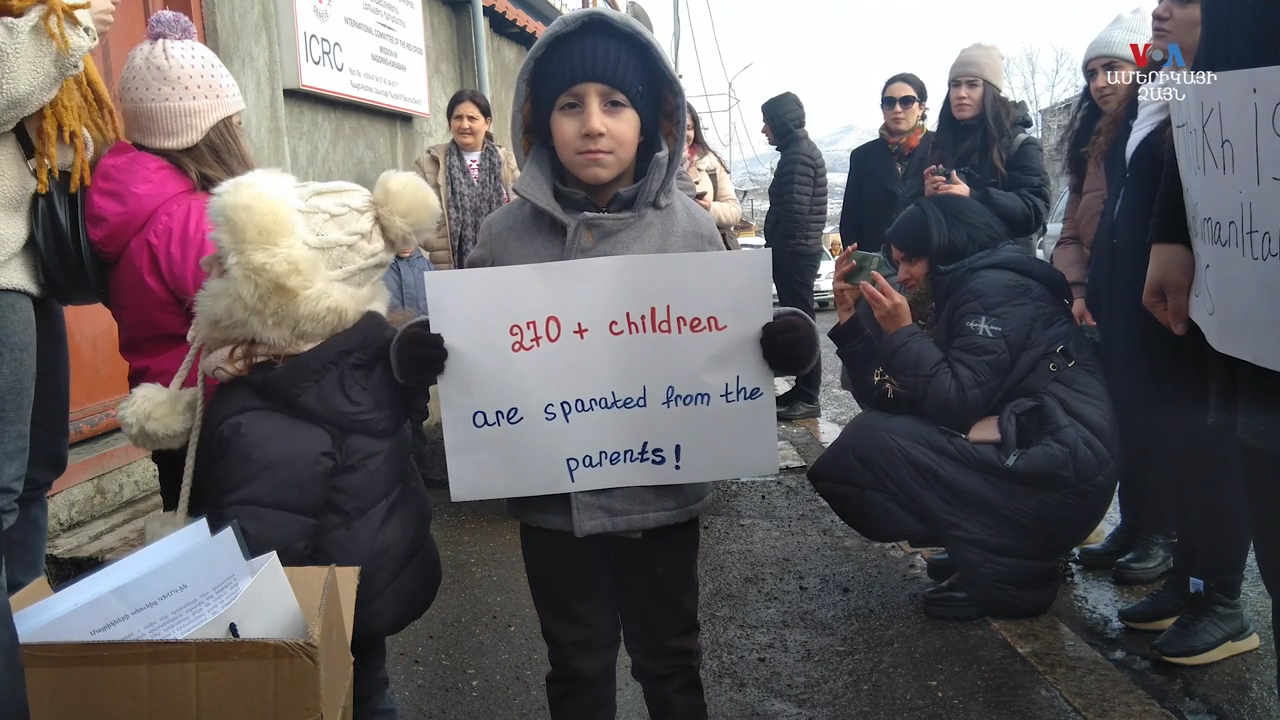
Акция протеста граждан НКР перед Красным Крестом

Жители Степанакерта провели акцию протеста перед офисом Международного комитета Красного Креста в Нагорном Карабахе, на которой потребовали «предотвратить гуманитарную катастрофу из-за дефицита товаров».
В этот же день, на подконтрольной Азербайджану территории вышла из строя единственная высоковольтная линия, идущая из Армении в Нагорный Карабах. В ввиду того, что азербайджанцы препятствуют доступу ремонтной бригады к поврежденной линии, в Нагорном Карабахе стала ощущаться нехватка электроэнергии. В республике не хватает собственных мощностей производства электроэнергии.
Из-за нехватки продовольствия, возникшей в результате блокады, власти НКР решили ввести талонную систему. С 17 января запланирована выдача талонов на подсолнечное масло (по литру на человека), гречку (по килограмму на человека), макароны, рис, сахар, а отпуск по ним продуктов — с 20 января.
10 января
Президент Азербайджана Ильхам Алиев впервые высказался о продолжающейся уже месяц блокаде дороги, которая соединяет Армению с населенным этническими армянами Нагорным Карабахом. Он отрицал само существование блокады, заявив, что по Лачинскому коридору проехало до 400 грузовиков российских миротворцев. Алиев также подчеркнул, что, если бы не Карабахское движение, армяне анклава жили бы в лучших условиях, чем сейчас. В своём интервью Алиев призвал армян Карабаха принять гражданство Азербайджана либо уехать хоть на «грузовиках миротворцев», утверждая, что дорога открыта. На что депутат Европарламента Марина Кальюранд призвала Азербайджан воздержаться от использования «подстрекательской риторики на высоком уровне» для дискриминации армян. В свою очередь, азербайджанский журналист Башир Китачаев отмечает, что армяне Карабаха не хотят жить в составе Азербайджана, и не верят в алиевские гарантии безопасности. По его мнению, это происходит из-за постоянных нарушений прав человека, коррупции, фальсификации выборов, безосновательных арестов и применения силы. При этом он отмечает, что Армения и Нагорно-Карабахская Республика «намного свободнее Азербайджана с точки зрения прав человека и демократии». Другими причинами по которым армяне не хотят быть в составе Азербайджана, по мнению Китачаева, являются «разжигаемая государством армянофобия, фальсификация истории Нагорного Карабаха, отрицание наличия армянского культурного наследия и его уничтожение, убийства армянских мирных жителей и пленных солдат, а также героизация обезглавившего армянина — азербайджанского офицера Рамиля Сафарова».
В НКР начались веерные отключения электричества.
12 января
В компании «Карабах-Телеком», выполняющей функции интернет-провайдера в НКР, заявили, что из-за повреждения единственного проложенного из Армении оптоволоконного кабеля в Нагорном Карабахе прервалось интернет-соединение. По данным компании, обрыв зафиксирован именно на том участке Лачинского коридора, где азербайджанцы перекрыли дорогу. В результате этого, как сообщила компания, фиксированный кабельный интернет был полностью прерван на территории НКР, мобильный интернет работал с перебоями.
13 января
После того, как российские миротворцы договорились с Азербайджаном, специалисты «Карабах-Телеком» были допущены к месту обрыва оптоволоконного кабеля и интернет-связь на всей территории Нагорного Карабаха была восстановлена.
14 января
По сообщению сотрудника Минздрава НКР, Красный Крест перевез из степанакертского медцентра в различные специализированные медицинские центры Армении пятерых пациентов. По его словам, в медучреждениях НКР приостановлены плановые операции, выполняются лишь экстренные. Сотрудника Минздрава также добавил, что в отделениях неонатологии и реанимации детского медобъединения «Аревик» находятся 12 детей, а в реанимации Республиканского медцентра — 11 пациентов, в том числе пять — в критическом состоянии.
Со слов местной жительницы Донары Степанян, её брат должен был выехать в Ереван 13 декабря на запланированную операцию на сердце. Из-за блокады он не смог этого сделать, через некоторое время у него случился инсульт, и он впал в кому. Как рассказала сестра, в данный момент пациент находится в реанимации Республиканского медцентра, где врачи борются за его жизнь.
15 января
В правительстве НКР сообщили о нехватке врачей и медперсонала, возникшей из-за блокады: так как из Армении в Нагорный Карабах не могут приехать специалисты, 400 жителям не могут провести хирургические операции.
17 января
По сообщению Информштаба НКР, Азербайджан вновь перекрыл единственный газопровод, доставляющий топливо в республику из Армении, в результате чего жители НКР лишились возможности пользоваться природным газом. Сотрудник ЗАО «Арцахгаз» сообщил, что подача газа прекращена с 13:00 по местному времени (12:00 мск). Позже власти НКР сообщили, что подача газа возобновилась через 6 часов после его перекрытия.
Европейский суд по правам человека привлёк Комитет министров Совета Европы для контроля над исполнением требований к Азербайджану по разблокировке дороги для гуманитарных целей.
19 детей из числа тех, кто из-за блокады не мог попасть в НКР из Армении, вернулась домой на машинах российских миротворцев.
В этот же день власти Нагорно-Карабахской Республики начали выдачу продуктовых талонов на некоторые продукты питания, включая рис, каши и сахар. Нормирование связано с растущими трудностями со снабжением, вызванным блокадой
18 января
По сообщению компании «АрцахГАЗ» в очередной раз прервана подача газа в НКР.
19 января
По сообщению правительства НКР, из-за проблем с подачей газа и электроэнергии, занятия во всех образовательных учреждениях, кроме вузов, были приостановлены на неопределённый срок.
«Европарламент» принял резолюцию под названием «Гуманитарные последствия блокады Нагорного Карабаха» в которой осуждается Азербайджан за блокаду Нагорного-Карабаха, а российские миротворцы за бездействие в её предотвращении .
20 января
По сообщению Информштаба НКР, Азербайджан частично открыл газопровод. «В целях обеспечения бесперебойной работы жизненно важных инфраструктур и минимальных потребностей населения ограниченное количество поставляемого газа будет доступно для жилых домов Степанакерта, районных газозаправочных станций, а также некоторых стратегических объектов», — говорится в сообщении информштаба.
Началась продажа продуктов по талонам. По сообщениям местных жителей, за продуктами выстраиваются большие очереди, в основном за куриными яйцами. Из-за нехватки товаров в магазинах, не всем удается успеть купить продукты.
21 января
При посредничестве Международного комитета Красного Креста из медцентра в Степанакерте были вывезены 6 пациентов в больницы Армении, в том числе беременная женщина, сообщает Минздрав Нагорного Карабаха.
По сообщению Информштаба НКР, Азербайджан, вечером, в очередной раз перекрыл поступление газа в Нагорный Карабах.
22 января
«ЮНИСЕФ» выступил с предупреждением об ухудшении гуманитарной ситуации в Нагорном Карабахе, заявив что из-за блокады страдают дети, и чем дольше будет блокада продолжаться тем больше они будут страдать из-за нехватки основных продуктов питания, а отсутствие доступа к основным услугам, необходимых детям для выживания, здорового роста и благополучия, будет ограничен
27 января
Три тяжелобольных пациента при помощи Международного красного креста были вывезены на лечение из Нагорного Карабаха в Ереван. По состоянию на 27 января, в детской больнице в отделении для новорожденных и реанимационном отделении детской больницы находится 10 детей. Девять взрослых пациентов находятся в реанимации, из которых состояние четырёх крайне тяжелое. 515 человек были лишены возможности прооперироваться из-за прекращения плановых операций в Степанакерте. В Нагорный Карабах, на машинах миротворцев вернулась группа детей, остававшихся в Армении.
В ввиду частого отключения подачи газа, правительство Нагорно-Карабахской Республики в этот день обеспечило 135 человек дровами и печками. Всего по состоянию на 27 января, по заявкам населению было предоставлено 346 кубометров дров и 26 печек. В то же время Всеармянский фонд «Айастан» собрал 100 тонн продовольственных товаров, ещё свыше 250 тонн гуманитарного груза было собрано другими благотворительными организациями Армении и диаспоры. Однако все эти грузы в купе с новогодними подарками для карабахских детей, из-за невозможности их доставки, все ещё находятся в городе Горис.

### Февраль
22 февраля Международный суд ООН потребовал от Азербайджана обеспечить беспрепятственное передвижение в обоих направлениях по Лачинскому коридору.

### Март
5 марта на подконтрольной российским миротворцам территории НКР, попытавшись воспользоваться альтернативным участком дороги в обход блокады, сотрудники карабахской полиции были обстреляны азербайджанскими военными, в результате чего трое армянских полицейских погибло, один был ранен. Как выяснилось позже, в завязавшейся перестрелке также погибло двое азербайджанских военных.

### Апрель
23 апреля

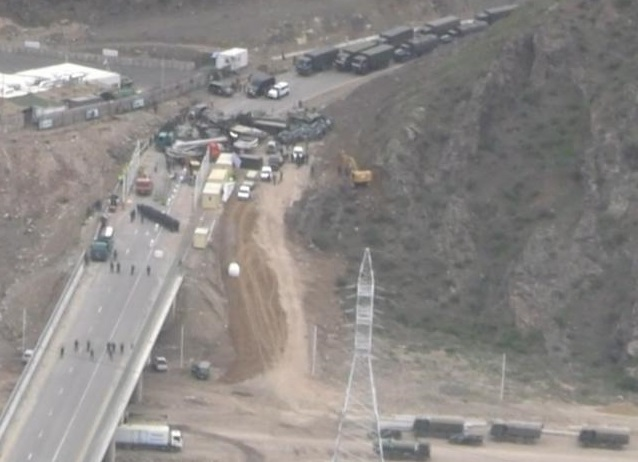
Начало строительства КПП у моста через реку Акера (Хакари) подразделениями Государственной пограничной службы Азербайджанской Республики 23 апреля 2023 года

Подразделениями Государственной пограничной службы Азербайджанской Республики у въезда в Лачинский коридор со стороны Армении на мосту через реку Акера (Хакари) был установлен контрольно-пропускной пункт, в нарушение трехстороннего заявления ноября 2020 года. Российские миротворцы проявили бездействие, хотя по трёхсторонним соглашениям именно они должны контролировать Лачинский коридор.
Министерство обороны России назвало это результатом «односторонних и несогласованных» действий Баку. Также осудили установку КПП ПАСЕ, Госдепартамент США, МИД Франции, Великобритании и Канады.
По словам Министерства здравоохранения НКР, из-за установки КПП была остановлена перевозка больных по Лачинскому коридору. Госминистр НКР Гурген Нерсисян, в свою очередь сообщил, что были заблокированы общины Мецкаладереси, Киров, Егцаох и Туршсу. По словам властей НКР, были прерваны поставки продуктов первой необходимости, которые продавались по талонам, но спустя несколько дней поставки удалось частично восстановить.
25 апреля
В офисе МККК было объявлено о приостановке гуманитарной миссии в Лачинском коридоре в связи с установкой КПП Азербайджаном и отменен перевод 28 пациентов из Нагорного Карабаха в медцентры Армении.
26 апреля
При посредничестве МККК была осуществлена перевозка 16 пациентов из Степанакерта в Армению, нуждающихся в помощи специалистов. Минздрав Нагорного Карабаха отметил, что отправки на лечение пациентам пришлось ждать три дня.
27 апреля
При посредничестве МККК была осуществлена перевозка 12 пациентов из Степанакерта в Армению, нуждающихся в срочном хирургическом лечении. Также 6 пациентов, ранее проходивших лечение в медцентрах Армении, вернулись вместе с сопровождающими в Нагорный Карабах.
28 апреля
Группа «активистов» встретилась с представителями азербайджанских властей, которые предложили им прекратить акцию протеста в связи с возникновением новой ситуации. В этот же день участники акции выступили с заявлением, в котором говорилось:
Учитывая частичное достижение своих требований, а также неоднократное обращение представителей государства, мы, экоактивисты и молодые волонтёры, приняли решение с 18:00 28 апреля 2023 года временно приостановить акцию протеста.
При этом в заявлении было сказано, что требования «активистов» были выполнены лишь частично, и если не будет разрешён мониторинг месторождений, то «активисты» оставляют за собой право возобновить акцию.
Вечером «экоактивисты» прекратили акцию протеста в Лачинском коридоре. После этого поперёк дороги выстроились азербайджанские военные и полицейские.
Военный обозреватель агентства Turan Шахин Гаджиев основываясь на фото и видеокадрах из интернета, сообщил корреспонденту «Кавказского узла», что через КПП проезжают транспортные средства российских миротворцев и Красного Креста.
29 апреля
В течение 14 часов, с 21:00 28 апреля по 11:00 29 апреля, на установленном Азербайджаном КПП, были задержаны машины РМК. В результате переговоров между миротворцами и азербайджанской стороной машинам разрешили движение, и они двинулись в сторону Степанакерта. По сообщению Информштаба НКР, в грузовиках миротворцев находились в основном продукты питания и бытовые предметы.
При посредничестве МККК была осуществлена перевозка 16 пациентов из Степанакерта в Армению. Также 10 пациентов, ранее проходивших лечение в медцентрах Армении, вернулись вместе с сопровождающими в Нагорный Карабах.

### Май
10 мая
По сообщению Информштаба НКР, после начала паспортной проверки на установленном Азербайджаном КПП, с 29 апреля прекратилась перевозка больных из Нагорного Карабаха в медцентры Армении. Представители силовых структур Азербайджана требовали пройти паспортный и автомобильный контроль от водителей Красного Креста и перевозимых больных. Также были прерваны поставки медикаментов в медцентры республики. На момент 10 мая, более 30 пациентов ожидают экстренного перевода в специализированные медцентры Армении. Эту информацию подтвердил корреспонденту «Кавказского узла» сотрудник информационного отдела миссии МККК в Нагорном Карабаха Этери Мусаелян.
По словам министра здравоохранения Нагорно-Карабахской Республики Вардана Тадевосяна, были приостановлены недавно возобновившиеся плановые операции из-за нехватки медикаментов. Также он сообщил, что на днях, при посредничестве РМК была осуществлена перевозка двух пациентов, находящихся в критическом состоянии.
11 мая
При посредничестве РМК была осуществлена перевозка девяти пациентов в критическом состоянии из Степанакерта в Армению. Жители НКР отметили, что пациентам, перевезенным с помощью РМК, не дают возможность вернуться в Нагорных Карабах
16 мая
При посредничестве РМК была осуществлена перевозка девяти пациентов в критическом состоянии из Степанакерта в Армению вместе с семью сопровождающими лицами.
18 мая
Впервые, после приостановки миссии МККК с 29 апреля, была осуществлена доставка медикаментов и других предметов медицинского назначения для медучреждений Нагорного Карабаха.
21 мая
По сообщению минздрава Нагорно-Карабахской Республики, с момента начала блокады, при посредничестве МККК, из республики была осуществлена перевозка 394 пациентов в медучреждения Армении. Также было сказано, что на данный момент 1310 граждан НКР были лишены возможности прооперироваться в связи с блокадой. Из-за прекратившихся поставок медикаментов, обеспечение лекарствами медучреждений в стационарных отделениях достигло 50 %, а в амбулаторных — 30 %. Благодаря возобновлению поставок, эта проблема временно решена.
Из-за дефицита товаров первой необходимости, была лишена возможность реализации талонов, в связи с этим властями республики было принято решение о продлении срока действия продовольственных талонов.
26 мая
Омбудсмен Нагорного Карабаха Гегам Степанян заявил, что более 150 жителей Нагорного Карабаха не могут вернуться из Армении из-за установленного, в нарушение трехсторонних соглашений от 10 ноября 2020 года, Азербайджаном КПП на въезде в Лачинском коридоре.
С 5 марта, после убийства полицейских, ни один гражданин Арцаха не въехал в Арцах. А в начале апреля миротворцы попытались привезти из Гориса 27 жителей Арцаха, но азербайджанская сторона у города Шуши их просто остановила, и их не пустили на родину. Около 150 арцахцев находятся в городе Горис и давно ожидают возвращения, однако им въезд не разрешается. Кроме того, 34 умерших наших соотечественников в Ереване или других регионах Армении, чьи тела также не разрешают перевезти в Арцах. Часть их похоронена с условием перезахоронения, часть находится в моргах. В такой ситуации должны быть найдены определённые решения, в том числе в направлении воссоединения разделенных семей.
При посредничестве МККК была осуществлена перевозка 15 пациентов из Степанакерта в Армению. Также 12 пациентов, ранее проходивших лечение в медцентрах Армении, вернулись вместе с сопровождающими в Нагорный Карабах.
27 мая
Азербайджан запретил перевести тело умершего жителя Степанакерта через КПП на въезде в Лачинский коридор, установленный вопреки трёхстороннему заявлению от 10 ноября 2020 года. По словам дочери умершего, с российскими миротворцами заранее договорились о перевозке тела, для осуществления похорон в Степанакерте, но на КПП азербайджанцы запретили им въезжать в Нагорный Карабах, и миротворцы развернули машину. По словам родственника умершего, причиной отказа является его участие в Первой карабахской войне.
В правительстве НКР подтвердили эту информацию, в то же время МККК не фиксировали этот случай, так как они пока не перевозили тела умерших.
В сёлах Мецкаладереси, Киров, Егцаох и Туршсу, находящихся в двойной блокаде, прошла торжественная церемония последнего звонка. По словам руководителя отдела образования и спорта Шушинского района НКР Ирина Саргсян, ученики 9-х классов, в связи с двойной блокадой, будут сдавать экзамены в онлайн-режиме, но формат сдачи экзаменов для учеников 12-х классов пока не решен.

### Июнь
2 июня
При посредничестве МККК 1 и 2 июня была осуществлена перевозка 32 пациентов из Степанакерта в Армению.
9 июня
При посредничестве МККК была осуществлена перевозка 15 пациентов из Степанакерта в Армению. Также 16 пациентов, ранее проходивших лечение в медцентрах Армении, вернулись вместе с сопровождающими в Нагорный Карабах.
По сообщениям Информштаба НКР, на данный момент при посредничестве МККК была осуществлена перевозка 441 пациентов для лечения в медцентрах Армении, а также 1405 пациентов НКР лишены возможности проведения плановых операций.
12 июня
При посредничестве МККК была осуществлена перевозка 16 пациентов из Степанакерта в Армению. Также 19 пациентов, ранее проходивших лечение в медцентрах Армении, вернулись вместе с сопровождающими в Нагорный Карабах.
При посредничестве РМК была осуществлена перевозка 8 пациентов из Степанакерта в Армению. Также 6 пациентов, ранее проходивших лечение в медцентрах Армении, вернулись вместе с сопровождающими в Нагорный Карабах.
По сообщениям Информштаба НКР, на данный момент при посредничестве МККК была осуществлена перевозка 492 пациентов и при посредничестве РМК 70 пациентов для лечения в медцентрах Армении.
Азербайджан запретил въезд двум девушкам и ребёнку, имеющим гражданство Армении, через КПП на въезде в Лачинский коридор, установленный вопреки трёхстороннему заявлению от 10 ноября 2020 года. В пресс-релизе офиса омбудсмена Нагорно-Карабахской Республики говорится:
С момента установки незаконного КПП было зарегистрировано по меньшей мере три подобных случая – въезд двух женщин и одного ребёнка был запрещён. Во всех задокументированных случаях граждане были зарегистрированы в Республике Армения, но жили на постоянной основе в Республике Арцах, вместе со своими семьями. Эти люди уехали на лечение в Республику Армения во время блокады, и теперь, после решения проблем со здоровьем, они не могут вернуться в свои дома. Примечательно, что азербайджанская сторона разрешила им покинуть Арцах, а теперь совершенно произвольно и незаконно запрещает им вернуться обратно.
15 июня
На границе Армении и Азербайджана, возле контрольно-пропускного пункта «Лачин» на мосту через реку Акера, произошла перестрелка между военными двух стран. Армянская сторона обвинила военных Азербайджана в попытке установки азербайджанского флага на территории Армении. Азербайджанская сторона, в свою очередь, заявила о провокации со стороны армянских сил. В итог движение транспорта и людей через Лачинский коридор было остановлено.
С 15 июня блокада фактически стала тотальной. По сообщению правительства Нагорно-Карабахской Республики, Азербайджан полностью запретил все гуманитарные, пассажирские и грузовые перевозки в Нагорный Карабах через КПП на въезде в Лачинский коридор, установленный вопреки трёхстороннему заявлению от 10 ноября 2020 года. По сообщению Информштаба НКР, при посредничестве МККК осуществлялась перевозка 25 больных и их родственников из Нагорного Карабаха в Армению, но из-за запрета им пришлось возвращаться в Степанакерт. Информштаб также сообщил, что Азербайджан также запретил движение грузовиков российских миротворцев, направлявшихся из НКР в Горис с целью перевозки гуманитарных грузов.
23 июня
Азербайджан установил бетонные блоки на мосту через реку Акера, ведущем к КПП, полностью перекрыв Лачинский коридор.
26 июня
Действующая в Степанакерте инициативная группа Штаб народного движения по разблокировке Лачинского коридора перед зданием парламента призвала Национальное собрание Республики Арцах начать диалог с российскими миротворцами и потребовать у них разблокировать коридор, а в случае отказа — добиваться ввода международных миротворцев. Попытка вице-спикера Гагика Багунца организовать разговор собравшихся активистов с лидером правящей партии «Свободная Родина» Артуром Арутюняном не удалась, так как члены группы отказались проводить встречу в предложенном им закрытом формате. Один из активистов Давид Ванян расценил нежелание парламентариев общаться при включенных камерах как отказ выполнить их требования, вследствие чего члены штаба, по словам Ваняна, решили письменно запросить встречу напрямую у руководства РМК.

### Июль
8 июля
8 июля в Нагорном Карабахе вследствие блокады погибли двое армянских детей. 8 июля в машине на севере Нагорного Карабаха были обнаружены тела двух детей, мать которых пошла в соседний город, чтобы получить пособие на растительное масло и сахар. Брат и сестра — девочка 6 лет и 3-летний мальчик — отправились на поиски матери, а затем зашли в незапертую машину жарким летним вечером. После ужесточения блокады и гибели двух армянских детей ситуация, по сообщениям местных жителей, достигла критической точки. Министр иностранных дел Армении Арарат Мирзоян в Tweeter опубликовал пост, где обозначил, что гибель маленьких Лео и Гиты является следствием серьёзной гуманитарной ситуации.
11 июля
Государственная пограничная служба Азербайджана заявила о том, что деятельность погранично-пропускного пункта «Лачин» приостановлена в связи, как сообщается, с «неоднократными попытками контрабанды посредством транспортных средств, принадлежащих Международному комитету Красного Креста», до завершения необходимых следственных мероприятий. В Международном комитете Красного Креста подозрения в причастности к деятельности контрабандистов опровергли. В организации сообщили, что четверо наемных водителей попытались перевезти в Нагорный Карабах некоторые коммерческие товары на своих транспортных средствах, на которых временно была прикреплена эмблема МККК, что эти люди не являлись сотрудниками МККК, и что комитет сразу же расторг их служебные контракты.
15 июля
По словам председателя Совета Евросоюза Шарля Мишеля, во время проведённых в Брюсселе между лидерами Азербайджана и Армении переговоров, им подчёркивалась необходимость открытия Лачинского коридора, а также была отмечена готовность Азербайджана осуществлять поставки гуманитарной помощи через Агдам, хотя последнее и не было одобрено. Позже верховный представитель Евросоюза по иностранным делам и политике безопасности Жозеп Боррель заявил, что Азербайджан игнорирует постановление Международного суда, обязывающее держать коридор открытым, добавив, что агдамскую дорогу «не следует рассматривать как альтернативу» Лачинскому коридору.
18 июля
Представители движения «Фронт безопасности и развития Арцаха» в Нагорном Карабахе перекрыли бетонными блоками дорогу Аскеран — Агдам с целью предотвращения и в знак протеста против задействования её для гуманитарных перевозок. По словам одного из членов организации Абрамяна, они не согласны с использованием гуманитарного рычага для насильственной «интеграции» НКР с Азербайджаном.
25 июля
Чтобы уменьшить острую нехватку продовольствия в НКР, правительство Армении решило осуществить попытку отправить в заблокированную республику 360 тонн срочной гуманитарной помощи с мукой, растительным маслом, сахаром и другими важным продуктами питания. Правозащитники из Freedom House в очередной раз обратились к азербайджанским властям по поводу необходимости разблокировать коридор.
26 июля
Поздно вечером 19 армянских грузовиков, отправленных в этот же день, доехали до въезда в Лачинский коридор, но Азербайджан отказался пропускать их в НКР.
27 июля
В МИД Азербайджана расценили попытку Армении направить колонну грузовиков в Нагорный Карабах без согласования с Баку как «посягательство на территориальную целостность Азербайджана», заявив, что Азербайджан ранее предложил использовать для перевозок дорогу через город Агдам.
28 июля
Группа аккредитованных в Армении иностранных дипломатов посетила Корнидзор в Сюникской области Армении, где застряла колонна из 19 армянских фур с гуманитарной помощью, которая прибыла сюда вечером 26 июля и которую Азербайджан не пропускает в НКР.
Генеральный секретарь Совета Европы Мария Пейчинович-Бурич в связи с тяжёлой гуманитарной ситуацией в Нагорном Карабахе напомнила о необходимости восстановить свободное передвижение по Лачинскому коридору в соответствии с предписанием Европейского суда по правам человека, вынесенным 7 месяцев назад.
29 июля
Грузовая колонна с экстренной продовольственной помощью в Нагорный Карабах, остаётся заблокированной на азербайджанском КПП, где уже три дня ожидает разрешения на въезд в Лачинский коридор.
Власти Азербайджана задержали 68-летнего больного из НКР Вагифа Хачатряна при попытке транспортировки его на лечение в Армению по линии МККК. Генпрокуратура Азербайджана утверждает, что разыскивала Хачатряна по обвинению в нападении на азербайджанское село Мешали 22 декабря 1991 года. Дочь Хачатряна рассказала, что в Армении мужчине предстояла операция на сердце, при проверке документов он чувствовал себя плохо, но азербайджанские военные увезли его в неизвестном направлении. В МИД Армении считают задержание больного нарушением международного гуманитарного права. МИД Азербайджана, в свою очередь, назвал обвинения со стороны МИД Армении необоснованными.
Инцидент стал серьёзным нарушением давно установленных процедур, обеспечивающих безопасную транспортировку лиц, пострадавших от конфликтов и насилия и находящихся под опекой МККК, и вызвал обеспокоенность у международных наблюдателей.
30 июля
Правозащитники назвали задержание жителя НКР азербайджанскими военными нарушением международного гуманитарного права. Армения подала иск в Европейский суд по правам человека в связи с задержанием Хачатряна, а в Степанакерте перед зданием Красного Креста прошла акция протеста с требованием вернуть его домой.
СНБ НКР возбудила уголовное дело по факту задержания Хачатряна.
МККК ведёт переговоры с азербайджанской стороной по освобождению Хачатряна, задержание которого поставило организацию в сложное положение.
31 июля
Беженцы из НКР организовали в Ереване митинг перед зданием правительства, призвав власти Армении в связи с продолжающейся блокадой обратиться в Совбез ООН и потребовать ввода в де-факто республику миротворческих сил ООН.

### Август
1 августа
ЕСПЧ потребовал от Азербайджана до 8 августа предоставить информацию о Вагифе Хачатряне, задержанном на мосту через реку Акера, ведущему к КПП.
Азербайджанские пограничники задержал 55-летнего жителя Нагорного Карабаха Рашида Бегларяна возле установленного в Лачинском коридоре КПП, обвинив его в попытке «незаконного пересечения границы» в сторону Армении.
2 августа
Возле посольства России в Ереване прошла протестная акция, на фоне которой карабахские активисты, представляющие общественные организации беженцев из НКР и Азербайджанской ССР, встретились с российским атташе. Они потребовали разблокировать Лачинский коридор, а также ввести в зону карабахского конфликта миротворцев ООН, если российские миротворцы не способны самостоятельно обеспечить безопасность населения НКР или не имеют на это мандата.
Армянская община Мальты провела мирную демонстрацию перед зданием МИД в Валетте, чтобы повысить осведомленность и найти поддержку в связи с гуманитарным кризисом в НКР.
3 августа
Европейский суд потребовал у Азербайджана до 10 августа предоставить данные о судьбе задержанного гражданина Армении Рашида Бегларяна.
Омбудсмен Азербайджана Сабина Алиева и члены превентивной группы по предотвращению пыток при омбудсмене Азербайджана посетили задержанного 29 июля на КПП «Лачин» жителя Нагорного Карабаха Вагифа Хачатряна. Пресс-служба омбудсмена уверяет, что встреча прошла при участии врача и психолога и что Хачатрян удовлетворён гуманным, как утверждается, обращением и медицинским обслуживанием. По данным азербайджанской стороны, ему также была предоставлена возможность связаться с семьёй.
5 августа
Организаторы анонсированного ранее жителями НКР мирного марша к мосту через реку Акера, ведущему к КПП, передали миротворцам свои требования (в письменном виде, как об этом просили в РМК после устного обращения) по обеспечению безопасности участников шествия. В РМК пообещали дать ответ 7 августа.
7 августа
Миротворцы отвергли просьбу жителей НКР сопроводить участников запланированного марша, объяснив отказ тем, что в обязанности российских военных в НКР не входит обеспечение безопасности протестных акций.
Экспертная группа офиса по правам человека ООН призвала Баку немедленно прекратить блокаду и положить конец гуманитарному кризису в Нагорном Карабахе, восстановив в Лачинском коридоре свободное и безопасное передвижение людей, транспорта и грузов в обоих направлениях в соответствии с соглашением о прекращении огня 2020 года. Она также призвала российских миротворцев защитить коридор в соответствии с условиями данного соглашения.
8 августа
Ведущий эксперт в области международного гуманитарного права и бывший прокурор Международного уголовного суда Луис Морено Окампо, ранее расследовавший преступления против человечности в Судане, Ливии, Кот-д’Ивуар и Демократической Республике Конго, завершил правовой анализ блокады НКР и заключил, что она подпадает под определение геноцида в соответствии со статьей II Конвенции о геноциде. Окампо считает необходимым провести в отношении президента Азербайджана Алиева расследование в Международном уголовном суде, но в первую очередь предотвратить физическое уничтожения армян Нагорного Карабаха.
9 августа
К колонне фур с продовольствием и предметами первой необходимости, ожидающим в селе Корнидзор пропуска в НКР, прибавился грузовик с гуманитарным грузом, направленным из Франции.
10 августа
С целью привлечь внимание к гуманитарному кризису в Республике Арцах (НКР), несколько сотен протестующих в Глендейле (вечером 9 августа по местному времени) перекрыли автомагистраль 134 в одном направлении. Один из развёрнутых на дорожном полотне транспарантов гласил: «Откройте дорогу жизни».
11 августа
В связи с усугубившейся гуманитарной ситуацией в НКР, Армения попросила созвать экстренное заседание Совета Безопасности ООН.
14 августа
В связи с продолжающейся в течение восьми месяцев фактической осадой региона, группа видных учёных и общественных деятелей Израиля обратилась к президенту своей страны Ицхаку Герцогу с просьбой вмешаться в разворачивающийся гуманитарный кризис.
22 правозащитные и общественные организации Армении обратились в Совет безопасности ООН с просьбой защитить жителей НКР, направив в Нагорный Карабах и на территорию Лачинского коридора группу международных наблюдателей, а также миссию по сбору фактов и независимых правозащитников.
15 августа
В НКР зафиксирован первый случай смерти от голода. Как сообщил омбудсмен республики, 40-летной мужчина скончался от сильного недоедания.
16 августа
В штаб-квартире ООН в Нью-Йорке состоялось экстренное заседание Совет Безопасности ООН по Нагорному Карабаху после направленного ранее в организацию обращения Армении, в котором сообщалось, что народ Нагорного Карабаха «находится на грани полномасштабной гуманитарной катастрофы». Выступавшие в Совете Безопасности заявили, что движение по Лачинскому коридору должно быть немедленно возобновлено. По словам заместитель главы делегации Евросоюза Сильвио Гонзато, готовность Баку пропускать товары через Агдам не должна рассматриваться как альтернатива открытию коридора. Представитель Евросоюза выступил против политизации гуманитарного доступа, подчеркнув, что движение через Лачинский коридор должно быть возобновлено немедленно.
Зарегистрирован случай смерти нерождённого ребёнка из-за невозможности своевременной госпитализации женщины на машине скорой помощи в отсутствие топлива.
17 августа
Американский политолог Ян Бреммер, специализирующийся на международных рисках, предупредил о прямой угрозе голода в Нагорном Карабахе.
19 августа
Родители и родственники погибшей в ДТП в Армении 21-летней девушки Элен Дадаян устроили в Степанакерте акцию протеста, призывая пропустить гроб с телом девушки для захоронения в родном городе в НКР. Родители были разлучены с Элен около 9 месяцев из-за блокады, когда она погибла 14 августа. Азербайджан до сих пор не разрешает осуществить транспортировку.
21 августа
С помощью российского миротворческого контингента 41 человек впервые с июня удалось перевезти из Нагорного Карабаха в Армению. Это россияне, давно ожидавшие своего переезда, и граждане НКР — поступившие в вузы Армении и зарубежья студенты.
24 августа
Стало известно, что Франция готовится внести в Совет Безопасности ООН резолюцию о помощи 120 тысячам жителей НКР, находящихся на грани голода по причине блокады со стороны Азербайджана. В Париже также сообщили о намерении направить в НКР конвой с гуманитарной помощью.
Президент Азербайджана отказался принять прибывшую в Баку министра иностранных дел Бельгии Хаджу Лабиб, после того, как она двумя днями ранее в Армении высказала обеспокоенность гуманитарным кризисом в Нагорном Карабахе и подтвердила позицию Евросоюза, требующую от Азербайджана гарантировать свободное и безопасное передвижения по Лачинскому коридору.
28 августа
Принц Лихтенштейна Михаил предложил возглавить первую миссию по авиапереброске гуманитарной помощи жителям НКР. Данная международная инициатива по спасению жителей Нагорного Карабаха предполагает доставку по воздуху еды, предметов первой необходимости, эвакуацию больных и была впервые озвучена в декабре 2022 года рядом видных гуманитарных деятелей, включая лауреата Нобелевской премии мира Лейма Гбови.
Трое футболистов из НКР в возрасте от 20 до 22 лет, направлявшихся на учёбу в Армению, были задержаны азербайджанскими пограничниками при переходе через КПП в Лачинском коридоре в сопровождении российских миротворцев. Молодые люди были арестованы на 10 суток по обвинению в оскорблении азербайджанского флага в 2021 году. Основанием для ареста стала видеозапись, показывающая, как они ходят по азербайджанскому флагу. Инцидент спровоцировал акцию протеста в столице НКР: несколько сотен граждан собрались в центре Степанакерта, требуя от властей информацию о судьбе задержанных. Ещё одна, менее многочисленная, акция прошла перед посольством России в Ереване, на ней протестующие потребовали от российских миротворцев выполнить свои обязательства и снять блокаду Нагорного Карабаха.
29 августа

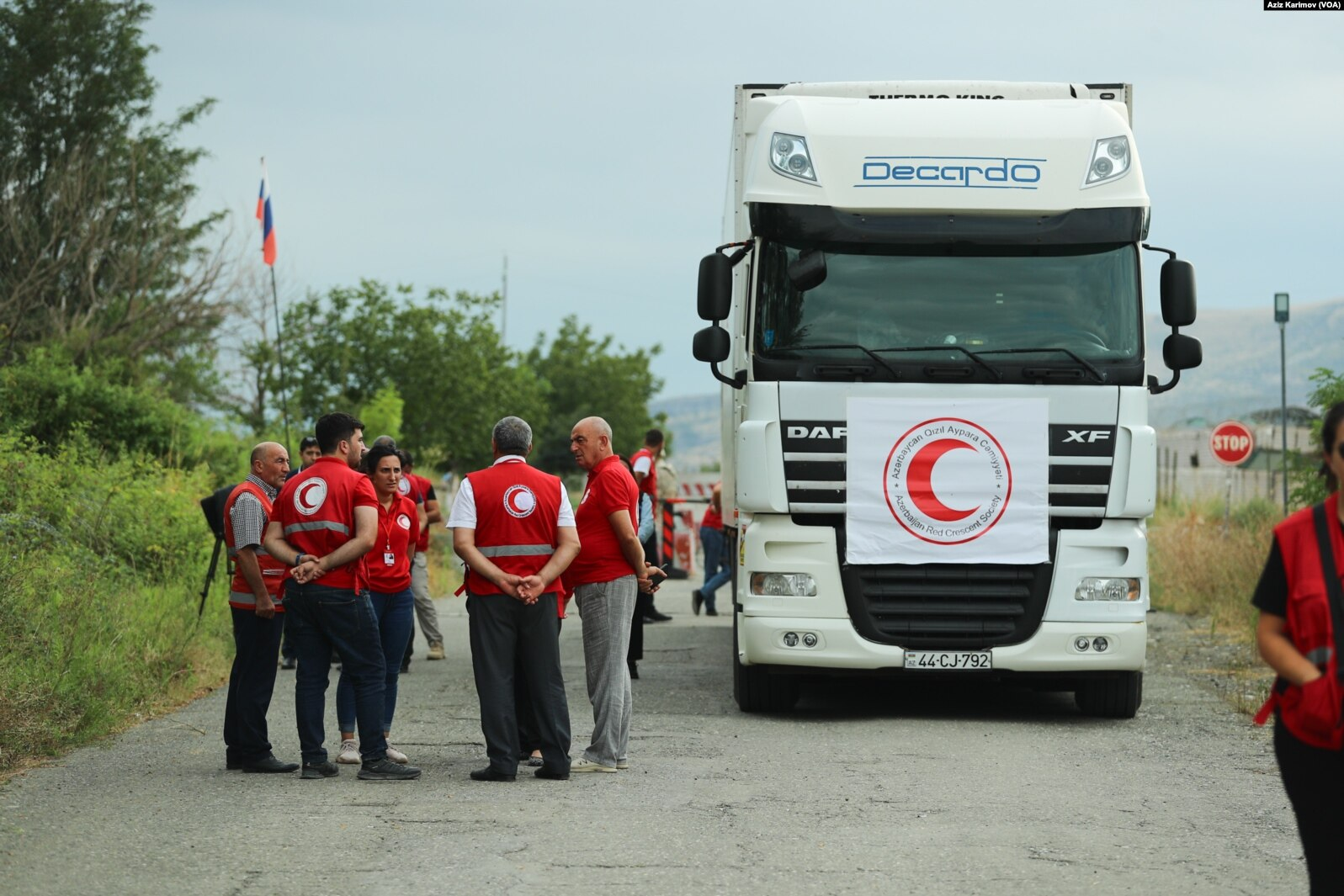
Грузовик Азербайджанского общества Красного Полумесяца перед постом российских миротворцев, не допущенный в НКР жителями республики

По словам сотрудника Азербайджанского общества Красного Полумесяца, два грузовика с 40 тоннами мучных изделий были направлены данной организацией в качестве гуманитарной помощи жителям Нагорного Карабаха. Глава организации Новруз Аслан заявил, что если этот шаг будет положительно воспринят жителями Нагорного Карабаха и международным сообществом, то в будущем общество сможет доставить другие необходимые им товары. Пресс-служба президента НКР сообщила, что Азербайджан не согласовывал с НКР отправку гуманитарной помощи. По словам пресс-секретаря Лусине Аванесян, если Азербайджан действительно заинтересован в ликвидации гуманитарной катастрофы, то ему «следует просто не запрещать восстановление поставок в Арцах через Лачинский коридор».
Грузовики, отправленные Азербайджанским обществом Красного Полумесяца, доехали до поста российских миротворцев, где остановились в ожидании разрешения на проезд. Группа жителей Нагорного Карабаха, чтобы не пропустить фуры с грузом из Азербайджана, заблокировала дорогу из Агдама, заявив, что дефицит муки в НКР не возник бы, если бы азербайджанские военные регулярными обстрелами не препятствовали сбору сельчанами урожая пшеницы. Президент Азербайджана Ильхам Алиев в беседе с президентом Франции Макроном заявил, что дорога через Лачинский район откроется только после того, как будет открыта дорога через Агдам, добавив также, что эта дорога может быть использована «с соблюдением правил таможенного и пограничного режима Азербайджана».
30 августа
Днём к Лачинскому коридору со стороны Армении прибыли 10 грузовиков с гуманитарной помощью жителям НКР из различных регионов Франции. Колонне, сопровождаемой рядом высокопоставленных лиц Франции, включая мэров Парижа и Страсбурга, сенатора, заместителя мэра Марселя, не удалось проехать через установленный Азербайджаном КПП, так как во въезде в коридор было отказано. МИД Азербайджана назвал подобный шаг со стороны Франции «прямым вмешательством во внутренние дела Азербайджана» и «посягательством на суверенитет и территориальную целостность» страны, посол Франции в Баку Анн Буайон была вызвана в министерство, где ей была вручена нота протеста.
31 августа
В Лос-Анджелесе состоялась официальная церемония открытия площади Республики Арцах на пересечении бульвара Уилшир и Гранвилл-авеню, напротив азербайджанского консульства. Решение об именовании площади было принято в открытом голосовании городского Совета Лос-Анджелеса в ответ на «многомесячную нелегальную блокаду Арцаха со стороны Азербайджана».

### Сентябрь
3 сентября
Власти НКР объявили о введении талонов на хлеб в Степанакерте из-за нехватки муки. Начиная с 5 сентября в столице республики продажа лимитирована 200 граммами хлеба в день на одного человека.
6 сентября
Комиссия по правам человека Тома Лантоса Конгресса США провела слушания по вопросу продолжающейся блокады.
7 сентября
Задержанные 28 августа студенты были освобождены, по словам прокуратуры Азербайджана, «по истечении срока их ареста в Азербайджане». Омбудсмен НКР подтвердил, что студенты прибыли в Армению при содействии российских миротворцев.
9 сентября
Власти НКР объявили о достижении договоренности с Баку об открытии двух маршрутов доставки в анклав гуманитарной помощи через подконтрольную Азербайджану территорию: в обмен на восстановление сообщения с Арменией по Лачинскому коридору будет открыта дорога для поставок из России, проходящяя через Агдам и Аскеран. При этом не ясно, когда начнёт дейстовавать соглашение.
11 сентября
Правозащитная организация Freedom House обратилась к демократическим странам с просьбой немедленного международного вмешательства для защиты прав человека и предотвратщения этнических чисток в Нагорном Карабахе, отметив растущий риск того, что армяне будут вынуждены покинуть территорию. Президент организации Майкл Дж. Абрамовиц призвал правительство Азербайджана «искренне участвовать в мирных переговорах, воздержаться от использования в качестве оружия фактора безопасности армян Нагорного Карабаха и безоговорочно снять блокаду, дабы гарантировать беспрепятственное двустороннее движение людей, транспортных средств и грузов по Лачинскому коридору». Организация также призвала Совет ООН по правам человека назначить специального докладчика для оценки ситуации с правами человека в Нагорном Карабахе.
12 сентября
Направленный российским Красным Крестом по дороге через Агдам грузовик с гуманитарной помощью жителям Нагорного Карабаха был пропущен в Степанакерт через город Аскеран. Жители Аскерана уже два месяца держат дорогу закрытой, разделяя с властями де-факто республики опасения, что Азербайджан будет использовать агдамский маршрут для проведения кампании этнической чистки против карабахских армян. Власти НКР заявили, что проезд грузовика с товарами первой необходимости российского производства был разрешён при условии, что Азербайджан вновь откроет сообщение с Арменией по Лачинскому коридору. Представитель МИД Азербайджана Айхан Гаджизаде заявил, что Азербайджан согласился на «одновременное использование» двух маршрутов Международным комитетом Красного Креста.
Председатель Комитета по международным отношениям Сената США представил в Сенате доклад о продолжающейся этнической чистке в Нагорном Карабахе и призвал Соединённые Штаты и международное сообщество привлечь президента Алиева и его режим к ответственности за действия, «несущие признаки геноцида».
13 сентября
После пропуска российского грузовика накануне через Аскеран, Азербайджан всё ещё не открыл Лачинский коридор. Десятки грузовиков с гуманитарной помощью из Армении и Франции продолжают ждать на армянской стороне границы перед установленным Азербайджаном в апреле КПП.
14 сентября
В Комитете по международным отношениям Сената США прошли слушания, на которых американские сенаторы и эксперты по гуманитарному праву запросили у администрации Байдена ввода санкций против Азербайджана для прекращения предполагаемого геноцида в Нагорном Карабахе.
18 сентября
Помощник президента Азербайджана Хикмет Гаджиев заявил в социальной сети, что утром по трассе Агдам — Степанакерт и по Лачинскому коридору Красным Крестом в Нагорный Карабах было направлено две колонны грузовиков с гуманитарной помощью.
19 сентября
На десятый месяц блокады Азербайджан начал широкомасштабное наступление вдоль линии соприкосновения с самопровозглашенной Нагорно-Карабахской Республикой.
За день российские миротворцы эвакуировали в безопасное место 469 человек, в том числе 185 детей, оказана медицинская помощь 9 раненым гражданам, в том числе 4 детям.
Как сообщили позже российские миротворцы, в аэропорту, где расположена миссия, проживало около 800 перемещённых лиц, многие из которых бежали из городов и деревень, атакованных Азербайджаном в ходе наступления. Ещё десятки тысяч людей оказались в ловушке в Степанакерте, который принял тыячи перемещенных лиц, бежавших в город после нового витка насилия.
21 сентября
Среди гуманитарных последствий военного наступления Азербайджана 19-20 сентября журнал Foreign and security policy назвал тысячи пропавших без вести мирных жителей, многие из которых, вероятно, были убиты, поскольку сёла были отрезаны от внешнего мира и окружены азербайджанскими войсками. По данным издания, до 5 тысяч местного армянского населения нашли убежище в штаб-квартире российской миротворческой миссии в районе аэропорта Степанакерта.
В штаб-квартире ООН прошло экстренное заседание Совета Безопасности ООН, на котором большинство членов совета осудили использование гуманитарного шантажа со стороны правительства Азербайджана и подчеркнули необходимость открытия Лачинского коридора.
22 сентября
Специальный советник Генерального секретаря ООН по предотвращению геноцида Алиса Вайриму Ндериту выразила тревогу в связи с военной эскалацией со стороны Азербайджана, подчеркнув необходимость предотвращения дальнейшего насилия и защиты прав человека. Она также повторила призыв соблюдать постановление Международного суда ООН и обеспечить беспрепятственный проезд людей, транспортных средств и грузов по Лачинскому коридору в обоих направлениях.
23 сентября
В Нагорный Карабах из Армении через Лачинский коридор было доставлено 70 тонн продовольствия и гуманитарных грузов Международного Комитета Красного Креста. Перевозка гуманитарной помощи из Армении в Степанакерт была частью соглашения о прекращении огня, достигнутого 20 сентября.
24 сентября
К полудню у въезда в Лачинский коридор на территории Армении наблюдалось скопление людей, желающих помочь армянам Нагорного Карабаха, фактически находящимся в заключении. Сообщалось о росте международного беспокойства по поводу судьбы около 120 000 армян НКР. Телефоны многих из них отключены с целью сберечь заряд аккумулятора из-за нарушения электроснабжения. Изредка выходившие на связь из Нагорного Карабаха сообщали о нехватке топлива и предметов первой необходимости.
Дорога была открыта в направлении Армении для эвакуации армян из Нагорного Карабаха, первые несколько сотен беженцев въехали на территорию Армении.
25 сентября
Мощный взрыв произошёл на топливохранилище рядом со Степанакертом. По данным властей НКР, это случилось в тот момент, когда десятки людей выстроились в очередь у топливного пункта, поскольку им обещали выдать топливо — дефицит во время блокады — для их автомобилей, чтобы они могли выехать в Армению. По данным омбудсмена НКР Гегама Степаняна, в результате взрыва более 200 человек получили ранения. Взрыв произошёл через несколько часов после второго раунда переговоров между официальными лицами Азербайджана и представителями Нагорного Карабаха.
26 сентября
Из-за закрытия Лачинского коридора международные организации и иностранные СМИ не имеют свободного доступа в Нагорный Карабах. ЕС и США призвали Азербайджан предоставить гуманитарным организациям широкий доступ к этническим армянам, десятки тысяч которых покидают зону конфликта.
27 сентября
Уже более трети из 120 000 этнических армян покинули Нагорный Карабах и перебрались в Армению.
28 сентября
Пресс-секретарь премьер-министра Армении Назели Багдасарян сообщила, что на утро 28 сентября из Нагорного Карабаха в Армению прибыло 65 036 беженцев. По данным переписи 2015 года в НКР проживала 151 тысяча человек.

## «Экоактивисты»

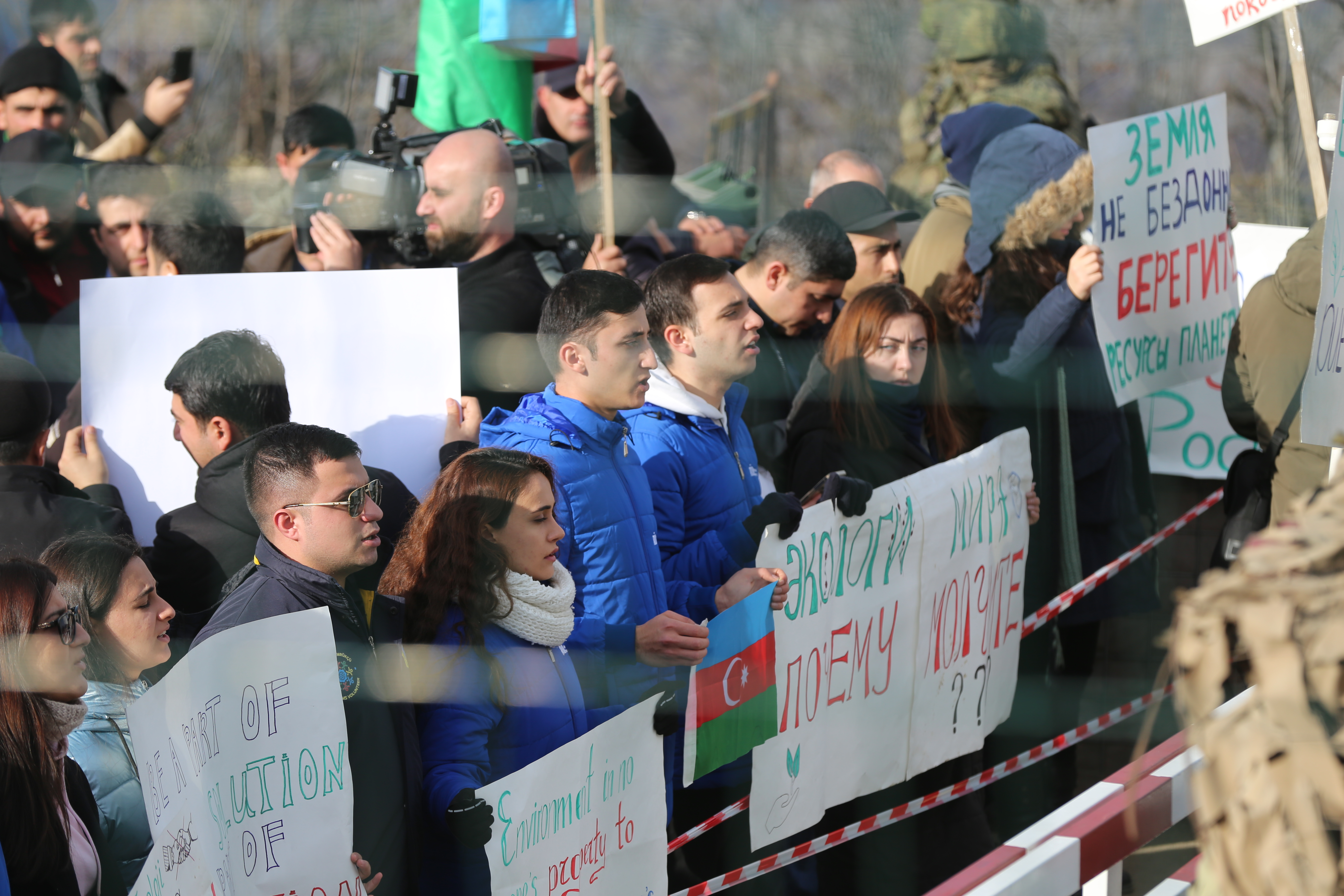
Азербайджанские протестующие с лозунгами на английском и русском языках

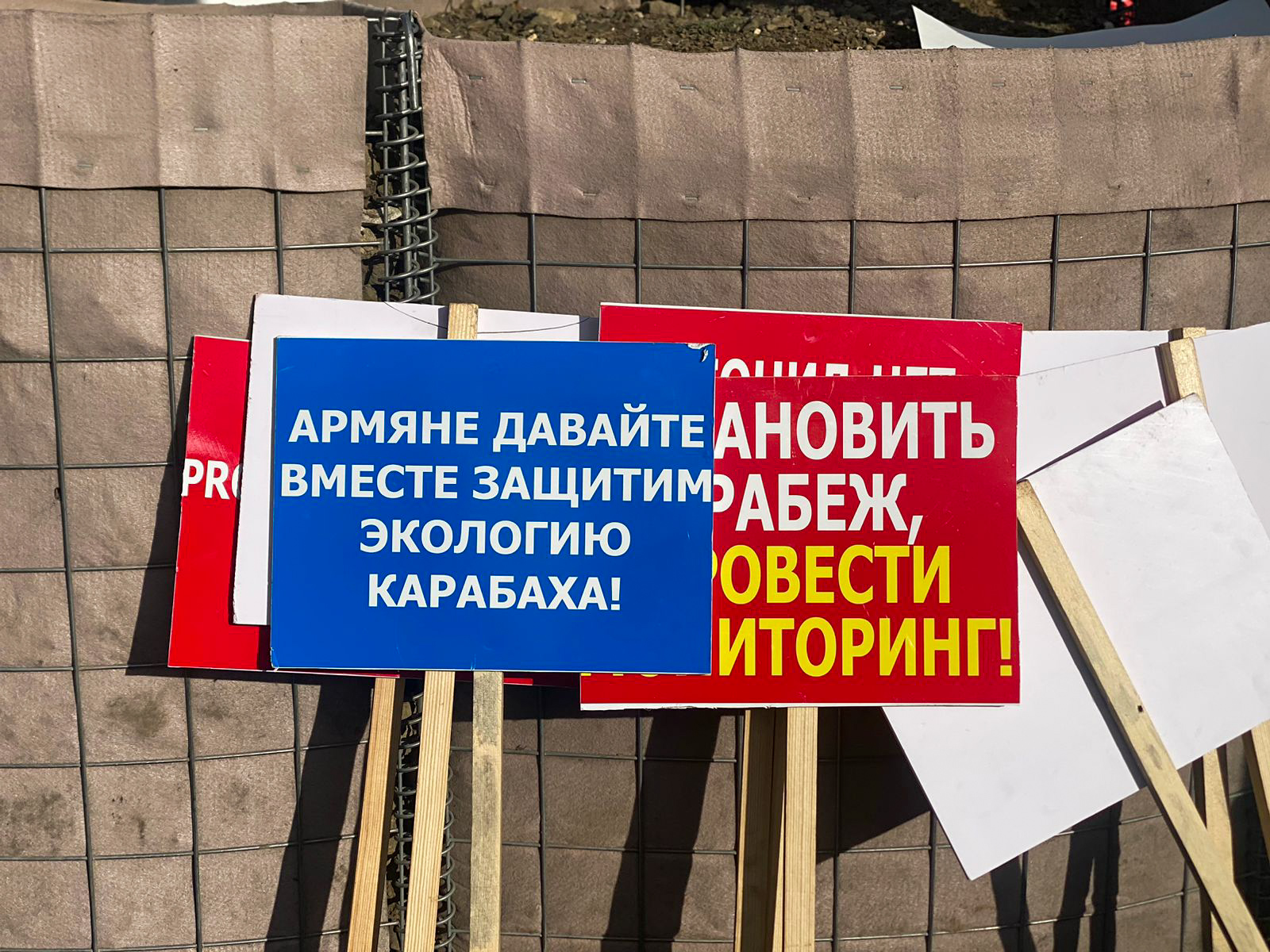
Знаки, использовавшиеся «экоактивистами» во время блокады

Согласно официальной азербайджанской версии, демонстранты пришли протестовать против незаконной добычи полезных ископаемых. Азербайджанские власти говорят, что эти демонстрации являются «стихийными», и заявляют о своей непричастности к ним. Советник президента Азербайджана Ильхама Алиева Хикмет Гаджиев говорил о «представителях гражданского общества», имеющих право выражать свое мнение.
Азербайджанские участники акции установили палатки вдоль дороги, круглосуточно демонстрируют плакаты и скандируют лозунги на азербайджанском, русском и английском языках. Требования манифестантов остаются неизменными. Они продолжают скандировать лозунги «Азербайджан — хозяин своих недр!», «Конец экологическим преступлениям!», «Стоп экотеррору!», «Берегите природу!», «Экоциду нет! Мониторингу да!». «Экоактивисты» требуют от российских миротворцев доступа к карабахским месторождениям полезных ископаемых для мониторинга. Кроме того, в первую неделю протестующие призывали к созданию официальных азербайджанских таможенных постов вдоль Лачинского коридора. Участвующая в пикете азербайджанская активистка заявила, что его цель — не перекрытие дороги, а «прекращение незаконной эксплуатации наших природных ресурсов», признав при этом, что не видела на этом отрезке Лачинского коридора ни одной гражданской машины, поехавшей из Армении или в Армению. Другой азербайджанский активист уверяет, что «гражданские, медицинский транспорт, гуманитарная помощь — всё это может свободно проезжать».
В свою очередь президент Азербайджана Ильхам Алиев отозвался о демонстрантах одобрительно, назвав их гордостью Азербайджана. Войцех Гурецкий отмечает что блокада Лачинского коридора возникла не спонтанно: в условиях, установленных Азербайджаном, это не могло произойти без разрешения или поддержки правительства, поскольку в указанные районы нельзя въехать без пропусков.
При этом армяне, блокированные в Нагорном Карабахе, утверждают, что «активисты» — это правительственные агенты, использующие тактику запугивания, цель которых изгнание армян из их домов.
Среди участников акции есть работники азербайджанских госкомпаний, переодетые военнослужащие, государственные служащие, рабочие с близлежащих строительных площадок (включая рабочих из турецких компаний), представители проправительственных НПО, а также бывшие солдаты. Как отмечает ВВС: «По внешним признакам акция выглядит скорее политической, чем экологической. Например, участники вынесли большой флаг Азербайджана, многие завернуты в национальный флаг. Несколько женщин стоят на акции в шубах, что даёт дополнительный повод усомниться в том, что участники имеют отношение к экодвижению.»
Искренность экологических требований этих демонстрантов ставится под сомнение многими экспертами. Как отмечает Майкл Рубин, в то время как Азербайджан отрицает свою ответственность и списывает блокаду на спонтанную работу «экоактивистов», мало кто за пределами Азербайджана и Турции верит в эту выдумку. Согласно ему же, в Азербайджане нет полноценного гражданского общества как такового, не говоря уже о независимом гражданском обществе. Сюжетную линию, по мнению Рубина выстроила нанятая Азербайджаном PR-фирма, которая согласно расследованию «EUobserver» должна была продвигать в Европе азербайджанскую пропаганду о том что эко-протестующие заблокировали дорогу с целью остановить загрязнение окружающей среды. В резолюции «Европарламента» в которой осуждается блокада Нагорного-Карабаха отмечается, что дорога заблокирована «самопровозглашенными экологами».
Журнал «Ouest-France» называет демонстрантов «лже-экологами», блокирующими Нагорный Карабах. Издание отмечает, что по количеству поднятых протестующими азербайджанских флагов они самые националистически настроенные экологи в мире: несмотря на экологические лозунги, проведённое расследование показало, что среди демонстрантов очень мало (или вовсе нет) людей, ранее относившихся к числу экологических активистов.
Однако, в январе 2023 года BBC отмечало, что прекрасно организованные протестующие держат плакаты с лозунгами о спасении природы; касаемо экологии, британское информагентство отмечает, что в «Азербайджане есть другие, не менее серьёзные проблемы, чем состояние карабахских месторождений. Они, в основном, связаны с нефтедобычей. Кроме того, известные экоактивисты регулярно обращают внимание министерства экологии на вырубку лесов и уничтожение редких животных. А в прошлом году наделал шуму сафари-туризм: выяснилось, что жители богатых арабских стран при бездействии властей приезжают в Азербайджан охотиться на птиц из „Красной книги“».
19 декабря Eurasianet сообщало, что экологические лозунги уступили место националистическим, а ряд протестующих были запечатлены показывающими жест ультраправой турецкой организации «Серые волки» (запрещённой в ряде стран).
«Московский комсомолец» отмечал, что среди так называемых экологических активистов присутствуют сторонники праворадикальной пантюркистской организации «Бозкурт».
Издание Opendemocracy отмечает, что люди, проводящие акции протеста под «экологическим лозунгами», регулярно демонстрируют жест известной турецкой ультраправой группы «Серых волков». Согласно азербайджанскому журналисту Баширу Китачаеву среди протестующих, выдающих себя за «экоактивистов» нет ни одного человека который когда-либо ранее принимал участия в других экологических акциях протеста в Азербайджане.
Азербайджанский журналист Арзу Гейбулаева, комментируя распространившееся видео, на котором один из так называемых «экологов» душит голубя, произнося при этом пламенную речь, отмечает, что это действо является лучшей иллюстрацией намерений, стоящих за блокадой Нагорного Карабаха.

## Российский миротворческий контингент

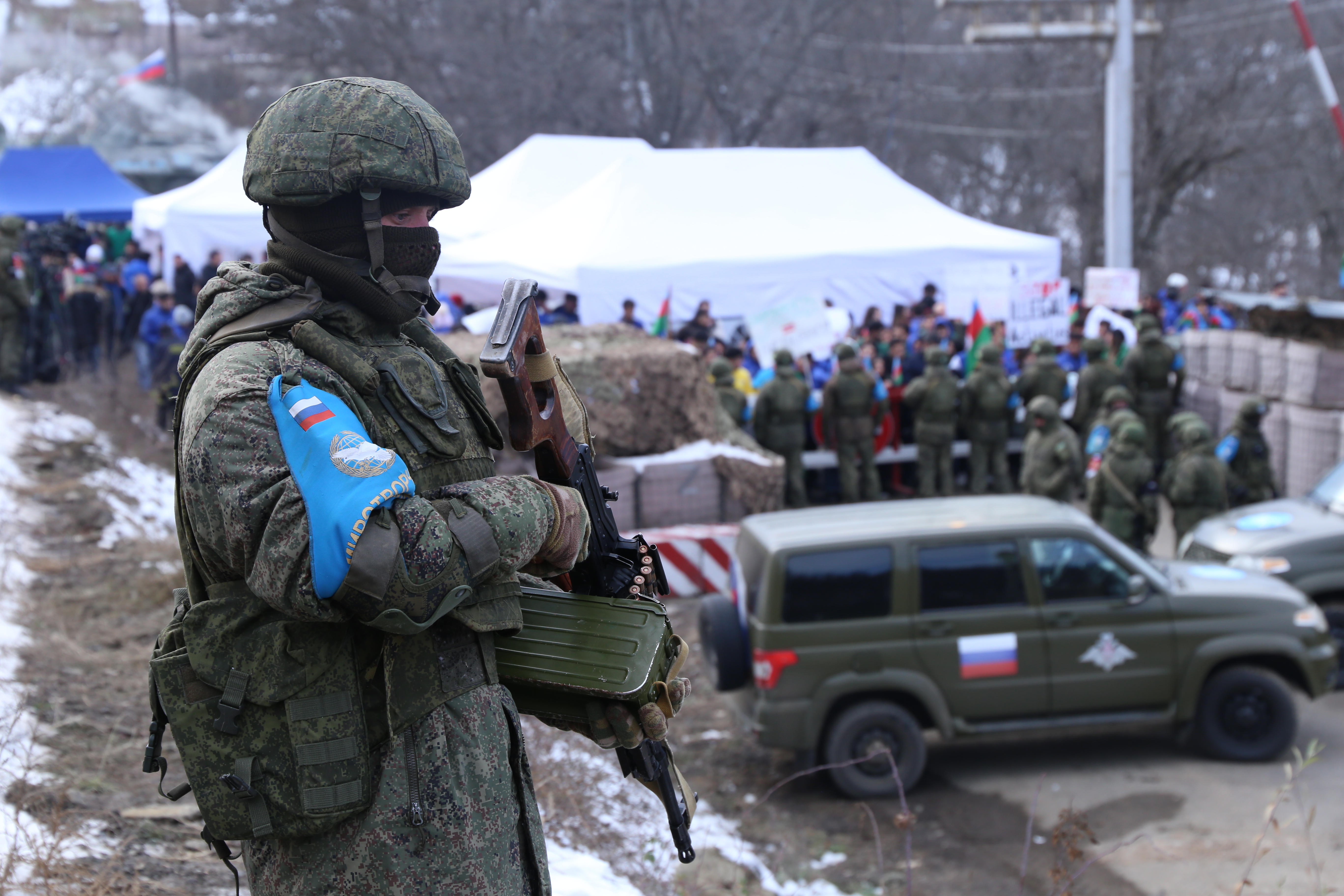
Военнослужащий миротворческого контингента Минобороны России во время блокады

Российские миротворцы подверглись критике со стороны международного сообщества за их пассивность в отношении блокады. Согласно «Заявлению о прекращении огня в Нагорном Карабахе», заблокированная Азербайджаном единственная дорога из Нагорного Карабаха в Армению должна находится под контролем Российского миротворческого контингента (РМК). Однако последние не предприняли никаких действий против блокады. Как отмечает Войцех Гурецкий нежелание российских миротворцев действовать показывает, что Россия игнорирует свои обязательства перед своим союзником Арменией, при этом демонстрируя добрую волю по отношению к Азербайджану. Мотивы такого отношения Москвы не совсем ясны. Это может быть связано с осознанием того, что Армения никуда не денется и ей суждено сотрудничать с Россией, а у самого Еревана нет рычагов воздействия на Кремль. Также согласно Гурецкому, вероятно, что Россия сама заинтересована в том, чтобы заставить армян согласиться на маршрут через южную Армению, на котором настаивает Баку. Пассивность России может также говорить и о том, что она готова уважать интересы Турции, даже несмотря на то, что она является соперником России на Кавказе. Сейчас Анкара рассматривается Москвой как стратегический партнёр в контексте войны на Украине и санкций, введенных против российской экономики. По мнению Гурецкого, если бы Москва выступила в защиту Армении, это могло бы привести к военной эскалации на Кавказе, это бы вызвало военную опасность для России в этом регионе, и противостоять этой опасности было бы нелегко (ввиду того, что большая часть войск находится на данный момент на Украине). Пассивная позиция России по отношению к Армении ослабляет престиж и позиции Москвы как союзника государств, присоединившихся к форматам региональной интеграции России (включая Казахстан, Кыргызстан и Таджикистан), но Москва, по мнению Гурецкого вероятно рассчитывает, что репутационные потери компенсируются определённой выгодой.
Как отмечает английский ученый-конфликтолог Лоуренс Броерс одной из целей блокады является дискредитация российской миротворческой миссии. Согласно ему Баку пытается показать, что российская сторона не в состоянии выполнить свой мандат, и фактически представляет миротворцев как оккупационную силу, закрывающую Азербайджану доступ в Нагорный Карабах. По его словам, Россия не в состоянии влиять на события в Нагорном-Карабахе. России сейчас нужен Азербайджан, ввиду его отношений с Турцией, а также из-за его удобного географического расположения, позволяющего иметь России наземный доступ к Ирану, Персидскому заливу, в Индию и дальше. Броерс отмечает, что Россия точно не выступает защитником карабахских армян и Армении, потому что она не в состоянии слишком сильно раздражать Азербайджан, и Азербайджан это знает.

## Гуманитарный кризис
Блокада Лачинского коридора поставила жителей НКР на грань гуманитарной катастрофы. Около 120 тысяч населения самопровозглашенной республики из-за закрытия транспортного коридора фактически оказались в изоляции. Перемещение по воздуху и земле контролируется военными Азербайджана, российские миротворцы не вступают с ними в конфликт. Прервано также транспортное сообщение внутри НКР — между четырьмя сёлами Шушинского района (Туршсу, Мецкаладереси, Киров, Егцаох) и Степанакертом.
В канун нового года опустели прилавки продовольственных магазинов и продуктовых рынков, а в аптеках заканчиваются жизненно важные медикаменты и предметы личной гигиены. По словам фармацевта Лалы Дадаян, особо остро проблема обстоит с жаропонижающими препаратами, детским питанием и подгузниками, лекарствами от давления, из-за чего в аптеках оставшиеся лекарства отпускают поштучно, а не в пачках. Работница степанакертской аптеки Алёна Гулян в добавок к этому сообщает об острой нехватке в городе обезболивающих лекарств и антибиотиков.
Помимо дефицита продовольствия перекрытие единственной дороги из Нагорного Карабаха остановило работу междугородного транспорта и врачебных бригад.
Местные жители рассказали изданию «Кавказский Узел», что у людей, оставшихся из-за блокады без работы, почти нет средств к существованию, и что их спасают лишь выплаты государства.
Матери жалуются, что не могут купить свежие фрукты или овощи для своих детей. А ввиду острой нехватки продовольствия, необходимые для жизнедеятельности продукты питания стали отпускаться по специально введённым талонам
При этом МИД Азербайджана отрицает, что закрытие движения по Лачинскому коридору создало условия для гуманитарного кризиса.
Прекращение Азербайджаном подачи электроэнергии и газа из Армении в Нагорный Карабах усугубили энергетический и гуманитарный кризис.
США и Европейский Союз призвали Азербайджан разблокировать коридор, предупреждая о серьёзных гуманитарных последствиях.
По заключению экспертной группы офиса по правам человека ООН, сделанному на восьмой месяц блокады, продолжающаяся изоляция привела к тяжелому гуманитарному кризису в Нагорном Карабахе. Из-за острой нехваткой продуктов питания, медикаментов и средств гигиены, нарушений в нормальной работе медицинских и образовательных учреждений, жизнь жителей была поставлена под угрозу. Наиболее подвержены риску оказались дети, инвалиды, пожилые люди, беременные женщины и больные. Число выкидышей у беременных женщин из-за скудного рациона утроилось. Первый прокурор международного уголовного суда, доктор права Луис Морено Окампо классифицировал блокаду как геноцид, невидимым оружием которого является голод. По его оценке, без немедленных кардинальных изменений армяне Нагорного Карабаха будут уничтожены в течение нескольких недель.
Американский политолог Ян Бреммер предупредил о прямой угрозе голода. Первый случай смерти в республике от истощения был зарегистрирован в августе 2023 года, через восемь месяцев блокады. По данным Госдепартамента США на момент существования блокады в течение девяти месяцев треть всех недавно умерших связана с недоеданием.

### Риск экологической катастрофы
В связи с аварией на единственной высоковольтной линией идущей из Армении в Нагорный Карабах и тем, что Азербайджан препятствует устранению данной аварии, властями Нагорно-Карабахской Республики было принято решение о спуске воды из Сарсангского водохранилища для выработки электричества на Тертерской ГЭС, чтобы смягчить последствия нехватки электричества и газа во время зимы. Беспрецедентно большое количество спущенной воды приведёт к серьёзным экологическим и гуманитарным последствиям не только в республике, но в прилежащих районах Азербайджана. На 9 мая 2023 года, уровень водохранилища снизился на 25 метров. По заявлению Госминистра НКР Гургена Нерсисяна, водные ресурсы достигли «критического предела» в 88 миллионов кубометров, приближаясь к «непригодному для использования» объёму в 70 миллионов кубометров.

## Посредничество Красного Креста
По словам Зары Аматуни, ответственной за коммуникационные программы Международного комитета Красного Креста в Армении, за всё время блокады по 7 января из Армении в Нагорный Карабах при посредничестве Красного Креста было доставлено свыше 10 тонн лекарств, детского питания и предметов гигиены (10 тонн груза было доставлено на грузовике МККК 25 декабря), лишь один раз отправили продовольствие. По её словам, всего было семь перевозок, включая перевозки тяжелобольных из Нагорного Карабаха. 15 января очередная партия гуманитарного груза была доставлена в Нагорный Карабах из Армении.
По данным на 21 декабря, за время блокады, по крайней мере, один тяжелобольной пациент был перевезён в Ереван при посредничестве Международного комитета Красного Креста. Всего с 19 декабря по 4 января сотрудники МККК пятью рейсами эвакуировали из Степанакерта в больницы Армении 10 пациентов, которые нуждались в помощи специалистов. По словам сотрудницы офиса МККК Этери Мусаелян, к 18 января уже 36 пациентов были перевезены в Армению. По словам правительства НКР, к 27 января при посредничестве и сопровождении МККК в Армению из Нагорного Карабаха были перевезены 49 пациентов. В то же время, к этой же дате, за время блокады умерло 10 человек, которых, как уверяли власти НКР, можно было спасти при своевременной транспортировке в Ереван.
По словам фармацевта степанакертской аптеки Наны Мартиросян через Красный Крест за время блокады она получила лекарства, но в малых количествах. Мартиросян сообщила, что по состоянию на 7 января полки её аптеки пусты, так как машины с лекарствами не пропустили.
По словам руководителя пресс-службы азербайджанского представительства МККК Илахи Гусейновой, МККК к 18 января осуществил 12 рейсов вдоль Лачинского коридора, эвакуировав 36 пациентов и сопровождающих их людей, а также доставив медикаменты для медучреждений, продовольствие и детское питание.
В июле 2023 года при попытке эвакуации в Армению 68-летнего больного-сердечника, находящегося под опекой МККК, азербайджанские пограничники задержали его и увезли в неизвестном направлении, чем поставили МККК в сложное положение. В Азербайджане ему вменяют нападение на азербайджанское село Мешали 22 декабря 1991 года, за что, как утверждает Баку, он находится в розыске. Ряд аналитиков охарактеризовали данный инцидент как похищение жителя республики.

## Резолюции Европарламента
18 января 2023 года в ходе пленарного заседания Европейского парламента, была принята резолюция «О реализации общей внешней политики и политики безопасности — годовой отчет за 2022 год». В резолюции, в пункте № 92 «решительно осуждалась военная агрессия Азербайджана от 12 сентября 2022 года». Впоследствии на пленарном заседании к этому пункту была добавлена поправка, гласящая: 
Европейский парламент решительно осуждает незаконную блокаду Азербайджаном Лачинского коридора в нарушение трёхстороннего заявления от 9 ноября 2020 года, поскольку это может спровоцировать преднамеренный гуманитарный кризис для народа Нагорного Карабаха; требует, чтобы власти Азербайджана немедленно восстановили свободное передвижение по Лачинскому коридору.

19 января Европарламент принял резолюцию под названием «Гуманитарные последствия блокады Нагорного Карабаха», в которой «осудил блокаду Нагорного Карабаха со стороны Азербайджана, приведшую к серьёзному гуманитарному кризису». В резолюции отмечается, что «Азербайджан нарушает свои международные обязательства в соответствии с трёхсторонним заявлением о прекращении огня от 9 ноября 2020 года». Резолюция призывает Азербайджан «защищать права армян, проживающих в Нагорном Карабахе, и воздерживаться от подстрекательской риторики, призывающей к дискриминации армян и призывающей армян покинуть Нагорный Карабах». Кроме этого, в резолюции «осуждается бездействие российских „миротворцев“, ввиду чего говорится о возможности их замены международными миротворцами ОБСЕ в соответствии с мандатом ООН, который должен быть согласован в срочном порядке». Резолюция призывает: предоставить международным организациям беспрепятственный доступ в Нагорный Карабах для оценки ситуации и оказания необходимой гуманитарной помощи; направить в Лачинский коридор миссию ООН или ОБСЕ по установлению фактов для оценки гуманитарной ситуации на местах; к безотлагательному возобновлению без предварительных условий переговоров на основе принципов Хельсинкского Заключительного акта; к активному участию ЕС и обеспечению того, чтобы «жители Нагорного Карабаха больше не были заложниками Баку, деструктивной роли России и бездействия Минской группы».
Национальное собрание Азербайджана в этот же день приняло заявление, осуждающее эту резолюцию Европарламента, в котором назвало обвинения в адрес Азербайджана беспочвенными, «основанными на лжи и сфабрикованных сведениях». Депутаты парламента Азербайджана назвали резолюцию Европарламента «необъективной и несправедливой», а её авторов — «неспособными отойти от политики двойных стандартов», заявив, что Лачинский коридор открыт для провоза гуманитарных грузов российскими миротворцами, представителями Комитета Красного Креста, а также для транспортировки проживающих в Карабахе армян, в том числе детей и больных.

## Судебные иски

### Европейский суд по правам человека
14 декабря 2022 года Армения обратилась в Европейский суд по правам человека (ЕСПЧ), чтобы суд обязал Азербайджан разблокировать Лачинский коридор. По данным ЕСПЧ Азербайджан должен был выполнить требование до 19 декабря 2022 года.
В свою очередь, 22 декабря Баку обратился в ЕСПЧ, требуя отменить решение о применении мер в своём отношении и назначить промежуточные меры в отношении Армении. В ответ на это армянская сторона в январе 2023 года предоставила в ЕСПЧ информацию о гуманитарном кризисе в НКР, вызванном блокадой. Ереван также запросил вмешательства в решение вопроса со стороны Комитета министров Совета Европы, контролирующего исполнение решений ЕСПЧ.
17 января ЕСПЧ направил срочное уведомление по вопросу Лачинского коридора в Комитет министров Совета Европы. По информации Офиса представителя Армении по международным правовым вопросам, днём ранее ЕСПЧ полностью отклонил иск Баку, оставив в силе решение от 21 декабря 2022 года в отношении Азербайджана. Суд, согласно Офису представителя, также отклонил просьбу Азербайджана о применении мер в отношении Армении.

### Международный суд ООН
28 декабря Армения подала иск в Международный суд ООН, с просьбой о применении обеспечительных мер по делу о применении Международной конвенции о ликвидации всех форм расовой дискриминации (Армения против Азербайджана), со ссылкой на статью 41 Статута Суда и статью 73 Регламента Суда.
22 февраля 2023 года суд обязал Азербайджан обеспечить беспрепятственное передвижение по Лачинскому коридору:
Азербайджанская Республика – до вынесения окончательного решения по делу и в соответствии с со своими обязательствами в рамках Международной конвенции о ликвидации всех форм расовой дискриминации – должна принять все имеющиеся в её распоряжении меры для обеспечения беспрепятственного передвижения лиц, транспортных средств и грузов по Лачинскому коридору в обоих направлениях.

## Анализ событий и последствий
Согласно экспертам, общавшимся с BBC, «новый виток противостояния может быть связан с желанием азербайджанского президента Ильхама Алиева подтолкнуть Армению к скорейшему решению спорных вопросов и добиться подписания мирного договора на выгодных для Азербайджана условиях. После окончания войны в Карабахе регулярно случались обострения и вооружённые стычки. В основном в эскалации обвиняли Азербайджан, чьи военные за последний год успели даже взять под контроль один населенный пункт и высоту в зоне конфликта. Что касается экологии, то, по мнению экспертов, в Азербайджане есть другие не менее серьёзные проблемы, чем состояние карабахских месторождений. Они в основном связаны с нефтедобычей. Некоторые наблюдатели в Азербайджане называют блокаду «гибридной операцией», которая была призвана помочь Баку в дальнейшем установить полный контроль над территорией Нагорного Карабаха».
The Economist называет обвинения в незаконной, по утверждению азербайджанцев, добыче полезных ископаемых в НКР лишь предлогом, который мало кто, включая само руководство Азербайджана, воспринимает всерьёз. В британском издании считают, что реальная цель состоит в усилении давления на армян, дабы заставить их уступить суверенитет над Карабахом.
По мнению аналитиков, одним из последствий бездействия России, российских миротворцев и ОДКБ является ослабление влияния России в Армении. 10 января 2023 года стало известно, что министр обороны Армении сообщил своим коллегам из ОДКБ, что в «данной ситуации» армянская сторона не считает целесообразным проведение учений ОДКБ в Армении или по крайней мере в 2023 году.
Французский учёный Жан-Ив Камю, специализирующийся на радикализме и националистических движениях в Европе, называет блокаду «медленным удушением», призванным спровоцировать массовый исход армян из Нагорного Карабаха, с последующим заселением на их места сотен тысяч азербайджанцев. Тем самым, по его словам, Азербайджан имеет цель окончательно изменить демографический баланс, после чего окончательно поглотить регион посредством референдума, результат которого будет известен заранее.
Согласно Лоуренсу Броерсу, устраивая блокаду Нагорного-Карабаха, Азербайджан преследовал три цели:
1. Напомнить армянскому населению Нагорного Карабаха об их анклавной географии, делающей отделение от Азербайджана нежизнеспособным. Броерс отмечает, что карабахские армяне опасаются, что Баку хочет сделать их жизнь настолько невыносимой, чтобы армяне сами выселялись из Нагорного Карабаха, то есть имела бы место «мягкая» этническая чистка;
2. Добиться от Армении коридора, соединяющего Азербайджан с его эксклавом Нахичеванью. При этом Баку определяет его как практически экстерриториальный транспортный маршрут через территорию Армении. Азербайджан ссылается на соглашение о прекращении огня 2020 года в качестве основы для этого коридора, хотя это, по словам Броерса, является максималистской трактовкой текста соглашения, в котором лишь говорится о гарантии со стороны Армении безопасного транзита;
3. Дискредитировать российскую миротворческую миссию и представить её в качестве оккупантов[271].

Ряд международных экспертов считают осуществлённую Азербайджаном блокаду Нагорного Карабаха этнической чисткой и преступлением против человечности в отношении жителей НКР. Президент Азербайджана Ильхам Алиев призвал армян Карабаха принять политический контроль Азербайджана или покинуть регион. Большинство лидеров армянского населения региона считали блокаду проявлением политики геноцида, но заявляли, что предпочитают пережить гуманитарную катастрофу, чем подчиниться данному требованию, так как «не питают иллюзий» касательно уважения прав меньшинств в Азербайджане.